# هونغ كونغ
هُونْغ كُونْغ  (بالصينية: 香港 = شيانغَّانغ، أي: الميناء العَطِر) هي إحدى المنطقتين الإداريَّتين الخاصَّتين التابعتين لجمهورية الصين الشعبية (إلى جانب منطقة مكاو). تقع مدينة هونغ كونغ على ساحل الصين الجنوبيّ، محصورةً ما بين بحر الصين الجنوبي ودلتا نهر اللؤلؤة، وتتميَّز بناطحاتها السحابيَّة الكثيرة ومينائها الفَسِيح. يبلغ عدد سكَّان هونغ كونغ نحو سبعة ملايين نسمة ومساحتها 1,104 كم2، وهي تضمُّ بذلك إحدى أكبر الكثافات السكّانيَّة في العالم. يُشكل الصينيون 93.6% من سكان المدينة، والباقون من عرقيَّات متعدّدة، وغالبية السكان هم من قومية الهان الذين تعود أصولهم إلى مدينتي غوغانغزو وتايشان في مقاطعة قوانغدونغ المجاورة.
سُكِنَت منطقة هونغ كونغ الحديثة منذ عصور ما قبل التاريخ، رغم ذلك، فقد ظلَّت حتى نهاية العصور الوسطى مجرَّد قرية صيدٍ صغيرةٍ لم يكن لها شأنٌ كبير. وقعت المدينة تحت سيطرة الإمبراطورية البريطانية في أعقاب حرب الأفيون الأولى (1839-1842)، لتتوسَّع حدودها من جزيرة هونغ كونغ (التي جاء منها الاسم بالأصل وانحصرت المنطقة بها في السَّابق) لتضمَّ مقاطعةً أوسع تشمل شبه جزيرة كولون ثم الأقاليم الجديدة فيما بعد. في منتصف القرن العشرين، تعرَّضت المدينة للاحتلال الياباني أثناء حرب المحيط الهادئ، لكنَّ بريطانيا استعادتها بعد الحرب، وظلَّت مستعمرةً بريطانيَّة حتى عام 1997، عندما أعيدت ملكيَّتها أخيراً إلى الصّين. من جهةٍ أخرى، حازت المدينة طوال العصر الاستعماريّ حرية عالية، فقد كان التدخُّل الحكومي في الاقتصاد والدولة محدوداً، وأثَّرت هذه الفترة بدرجةٍ كبيرة بتشكيل ثقافة هونغ كونغ الحديثة، التي باتت تُعرَف بلقب الشرق يلتقي الغرب.
لا زالت هونغ كونغ تتمتع باستقلاليَّة عاليةً ونظاماً سياسياً مختلفاً عن ذاك في البر الصيني، وذلك وفق مبدأ «بلد واحد، نظامان مختلفان» الذي يُكرِّس للمدينة حكمها الذاتي. فللمدينة استقلالية قضائية تتبع هيكلها للقانون العام، كما أنَّ لديها قانوناً أساسياً مستقلاً، وينصُّ دستورها الذي وُضِعَ عقب نقل ملكيتها من بريطانيا إلى الصين على أنَّها ستحوز «درجةً من الاستقلالية» في كلِّ جوانب الدولة، باستثناء العلاقات الدبلوماسية الدولية والبنية العسكريَّة. لدى المدينة نظامٌ سياسيٌّ تعدُّدي مزدهر، وتتولَّى اختيار رئيس حكومتها لجنة انتخابيَّة من 400 إلى 1,200 عضو، وسيظلُّ هذا النظام قائماً طوال السنوات العشرين الأولى من الحكم الصيني.
تُعَدُّ هونغ كونغ واحدةً من المراكز الاقتصادية الرَّائدة في العالم، إذ تمتاز باقتصادٍ رأس ماليٍّ مزدهر يقوم على الضرائب المنخفضة والتجارة الحرَّة، وتعتبر عملة المدينة - دولار هونغ كونغ - العملة الثامنة الأكثر تداولاً على مستوى العالم. وبسبب صغر مساحة المدينة وكثرة السكَّان، برزت الحاجة إلى بنية تحتيَّة تسمح بكثافة سكانية أكبر، وحوَّلها ذلك إلى مركزٍ للعمارة الحديثة وجعل منها المدينة الأكثر علوًّا في العالم، كما تسبَّب بتطوير شبكة المواصلات فيها حتى أصبح يعتمد أكثر من 90% من سكَّانها على النقل العام، وهو المعدَّل الأعلى عالمياً. تتميَّز هونغ كونغ كذلك بمراتب دولية متقدِّمة في مجالاتٍ عديدةٍ أخرى، مثل الحرية الاقتصادية وجودة الحياة ومكافحة الفساد والتنمية البشرية وغيرها. ووفق تقديرات الأمم المتحدة ومنظمة الزراعة والأغذية العالمية فإنَّ متوسّط عمر الإنسان في هونغ كونغ أعلى من أيّ منطقةٍ أخرى على وجه الأرض.

## أصل التسمية
اسم هونغ كونغ هو ترجمة صوتيَّة تقريبيَّة للاسم الكانتوني أو الهاكاني «香港»، الذي يعني «المِيناء العَطِر». قبل عام 1842، كان اسم هونغ كونغ يشير إلى خليجٍ صغير - يُسمَّى الآن ميناء أبردين أو «香港» بمعنى «هونغ كونغ الصَّغيرة» - يقع بين جزيرة أبردين وجزيرة هونغ كونغ، وقد كان هذا الخليج أحد أولى الأماكن التي التقى فيها البحَّارة البريطانيُّون بصيَّادي السَّمك المحليين في ما بات اليوم هونغ كونغ.
قد يكمن أصل لقب «العَطِر» الذي حازه الخليج في اختلاط مياهه بالماء العذب القادم من نهر اللؤلؤة، أو ربَّما بسبب البخور الذي يفوح من مصانع عطورٍ عديدةٍ تمتدُّ بحذاء ساحل كولون الشمالي، والذي كان يُخزَّن حول خليج أبردين لتصديره قبل تأسيس ميناء فكتوريا. وُقِّعت معاهدة نانجينغ في عام 1842 لوضع نهايةٍ لحرب الأفيون الأولى بين الصّين وبريطانيا، وكانت وثيقة هذه المعاهدة هي أوَّل وثيقةٍ رسميَّة معروفةٍ يُستَعمل فيها اسم هونغ كونغ ليشير إلى كامل الجزيرة.
في السَّابق كان من الشائع أن يُكتَب الاسم ملتصقاً ككلمةٍ واحدة هونغكونغ (بالإنجليزية: Hongkong)، وظلَّت تستعمل هذه التهجئة حتى قرَّرت الحكومة اعتماد الشكل الحديث في عام 1926. رغم ذلك، لا زالت حتى الآن بعض المنظَّمات القديمة (التي تأسَّست قبل اعتماد الشكل الحديث) تستعمل هجاء الكلمة الواحدة.
اسم المدينة الرسميُّ الكامل هو «中華人民共和國香港特別行政區»، أي «منطقة هونغ كونغ الإداريَّة الخاصَّة التابعة لجمهوريَّة الصّين الشعبيَّة». وهذه التسمية هي اللَّقب الرسميُّ المستعمل للمدينة على شعارها الصينيّ، وفي نصّ قانونها الأساسي، وعلى موقع الحكومة الإلكتروني الرسميّ.

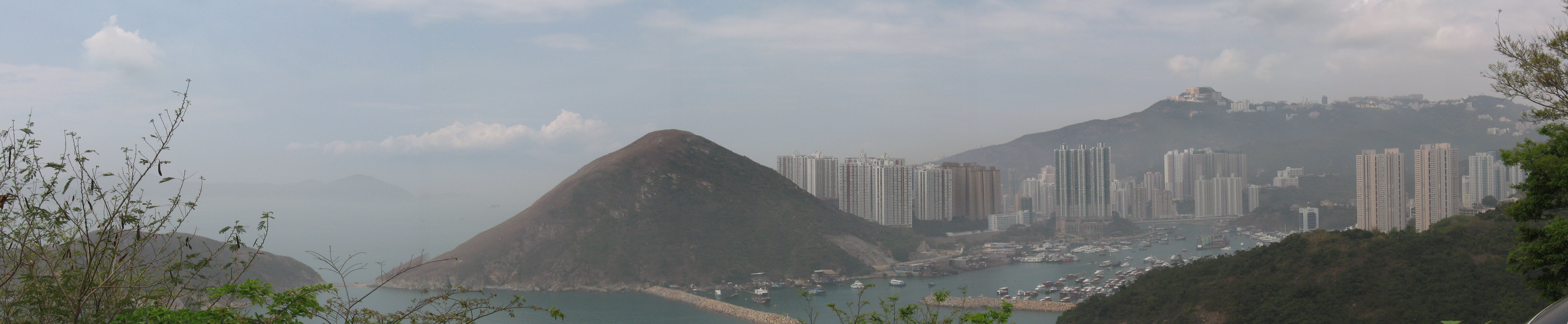
مشهد بانورامي لميناء أبردين، والذي كان يُعرَف بالأصل بـ«هونغ كونغ» (الميناء العطر) قبل تعميم الاسم على الجزيرة ثم المنطقة بأكملها.

## التاريخ
على الرغم من أن الأرض المعروفة اليوم تم استيطانها منذ الفترة النيوليتيكية، إلا أنها كانت بمعزل عن الأحداث التي عاشتها الصين خلال الحقب التالية.

### قبل الاستعمار

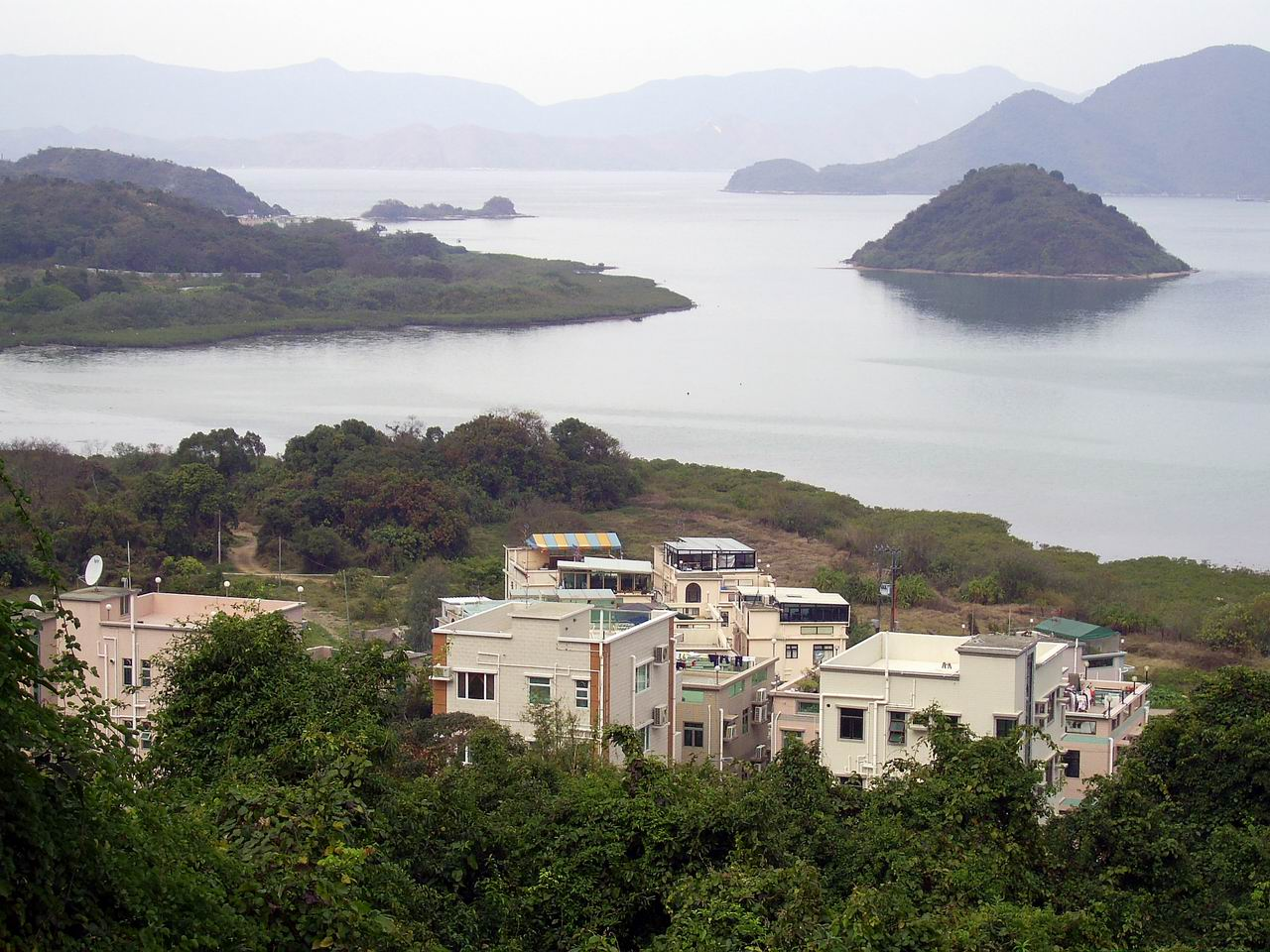
منطقة كهف المقاييس الثلاثة، واحدٌ من أقدم موقعين معروفين للاستيطان البشري في هونغ كونغ، يعود تاريخه إلى العصر الحجري القديم.

تظهر الدراسات الأثرية أنَّ البشر القدماء استوطنوا منطقة جزيرة تشك لاب كوك قبل 39,000 إلى 35,000 عام، وشبه جزيرة ساي كونغ قبل 6,000 عام. أقدم مواقع الاستيطان البشري المعروفة في المنطقة من العصر الحجري القديم هي كهف المقاييس الثلاثة ومنطقة ونغ تي تونغ (يقع كلاهما في مقاطعة تاي بو شرقيَّ المدينة حالياً)، ويُعتَقد أنَّ أوَّلهما - تجويف المقاييس الثلاثة - كان وادياً يخترقه نهر جار، بينما كانت منطقة ونغ تي تونغ مقلعاً لشحذ الأدوات الحجريَّة. تظهر الأدوات المكتشفة العائدة إلى العصر الحجري الحديث وجود اختلافٍ بين ثقافة سكان هونغ كونغ القدماء وثقافة لونغشان في شمال الصين، وتظهر كذلك أنَّ شعباً يُدعَى شعب تشي قد سكن المنطقة لفترةٍ، قبل أن تُهاجِر إليها شعوب البايوي من المناطق المجاورة في جنوبيّ الصّين. اكتشفت ثماني نقوشٍ قبل تاريخيَّة في الجزر المجاورة لجزيرة هونغ كونغ، يعود تاريخها إلى عهد مملكة شانغ الصينيَّة.
في عام 214 ق.م، غزا أول أباطرة الصّين تشين شي هوانج إقليم قبائل البايوي في جياوزي (ما يُمثِّل اليوم مقاطعة قوانغدونغ ومنطقة قوانغشي المستقلَّة)، وضمَّها إلى الصين الإمبراطوريَّة للمرَّة الأولى في التاريخ تحت لواء إمبراطورية تشينغ. تبعت هونغ كونغ الحديثة إدارياً ما كان آنذاك قيادة ناهاي (ما يُسمَّى حالياً مقاطعة ناهاي)، وكانت عاصمة القيادة قريبةً من هونغ كونغ، في ما كان يُسمَّى بانيو (وهي حالياً غوانغزو). اتَّحدت هونغ كونغ مع المناطق المحيطة بها لاحقاً في مملكة نانياو، التي أسَّسها الضابط زياو توو في عام 204 ق.م عقب انهيار إمبراطورية تشينغ. إلا أنَّ المدينة سُرعَان ما عادت إلى الصين الإمبراطورية بعد أن غزاها وو إمبراطور سلالة الهان في عام 111 ق.م، وضُمَّت هذه المرَّة إدارياً إلى قيادة جياوزي. تُظهِر الآثار التاريخيَّة أنَّ عدد سكان المنطقة بدأ بالنمو في هذه الفترة، وازدهرت خلالها صناعة الملح.
ازدهرت منطقة قوانغدونغ - بما في ذلك هونغ كونغ - خلال عصر مملكة تانغ، لتتحوَّل إلى مركزٍ تجاريّ نشط. في عام 736، أسَّس شوانزونغ إمبراطور تانغ بلدة عسكريَّةً في توين مون (تقع حالياً بالأقاليم الجديدة)، وذلك للدِّفاع عن سواحل المنطقة. تأسَّست المدرسة الأولى بالمنطقة في عهد أسرة سونغ الشمالية عام 1075، وكانت كلية لي ينغ (الواقعة حالياً ضمن الأقاليم الجديدة). تعرَّضت إمبراطوريَّة الصّين للغزو المغولي في عام 1276، فسارَعت أسرة سونغ الجنوبيَّة إلى نقل مقرّها من إقليم فوجيان في الشَّمال إلى جزيرة لانتاو (غرب هونغ كونغ الآن)، ولاحقاً إلى سونغ وونغ توي، وهي مدينة كولون الحديثة، إلا أنَّ بينغ إمبراطور سونغ الحَدَث انتحر بعد ذلك مع ضبَّاطه إثر هزيمته في معركة يامن، ولا زال يُعبَد أحد ضبَّاط الإمبراطور - المدعوَّ «هاو وونغ» - في هونغ كونغ إلى الآن.
أقدم أوربيٍّ معروفٍ في التاريخ حطَّ بهونغ كونغ هو الرحَّالة البرتغالي جورج ألفاريس، الذي وصل إليها بحراً عام 1513. سُرعَان ما أسَّس البرتغاليُّون مستعمرةً لهم في المنطقة، ثم بدؤوا بالتجارة مع سكان جنوب الصّين، وفي الوقت ذاته، غزو بلدة توين مون واستولوا عليها، وشرعوا ببناء تحصينات عسكريَّة فيها. إلا أنَّ البرتغاليين دخلوا لاحقاً في معركةٍ - تدعى معركة تاماو - مع الإمبراطورية الصينية، أدَّت في آخر الأمر إلى طردهم من البلاد. وفي منتصف القرن السادس عشر، أصدر الإمبراطور الصينيّ أمر هايجن القاضي بحظر الأنشطة البحريَّة وعزل الصّين عن الأجانب الوافدين من البحار. بين أعوام 16661 و1669، صدر أمر الإخلاء العظيم من الإمبراطور كانغ شي، وهو أمرٌ قضى بإخلاء كافَّة سواحل إقليم قوانغدونغ لمقاومة حركةٍ مناهضةٍ لمملكة تشينغ، وشمل هذا الإخلاء هونغ كونغ. وتقول السجِّلات التاريخية أن هذا الإخلاء تضمَّن 16,000 شخصٍ من مقاطعة شينان (ما يُمثِّل اليوم مدينتي هونغ كونغ وشينزين)، ولم يعد من هؤلاء إلا 1,648 بعد انتهاء الإخلال عام 1669، وخلال فترة الإخلاء نفسها، كانت معظم هونغ كونغ الحديثة خرابةً مهجورة. لاحقاً، كان كانغ شي في عام 1685 أول إمبراطورٍ صينيٍّ يسمح بالتجارة مع الأجانب (لكن على نطاقٍ محدود)، وكانت بداية هذا التجارة في منطقة غوانغزو، إلا أنَّ الكثير من القيود ظلَّت تلف التجار الأجانب رغم ذلك، مثل إجبارهم على الإقامة في أماكن محدَّدة، وبقائهم خلال مواسم التجارة فقط، وعدم السَّماح لهم بالتجارة بأيّ سلعةٍ سوى الفضة، وعدم السَّماح لهم بحمل الأسلحة النارية. نظَّمت شركة الهند الشرقية رحلتها الأولى إلى الصّين عام 1699، وسرعان ما تطوَّرت الحركة بين المنطقة والتجار البريطانيين بسرعةٍ بعد ذلك، فقد أسَّست الشركة مركزاً تجارياً لها في غوانغزو (المعروفة آنذاك بكانتون) عام 1711، ووصل حجم تجارة الأفيون بين المدينة والبريطانيّين إلى 1,000 صندوقٍ في عام 1773، ثم إلى 2,000 صندوقٍ في عام 1799.

### الاستعمار البريطاني

إحدى معارك حرب الأفيون الأولى، التي أدت إلى تسليم هونغ كونغ للإمبراطورية البريطانية.

رفضت سلطات سلالة تشينغ في عام 1839 استيراد تبغ الأفيون من بريطانيا، ممَّا أدى إلى اندلاع حرب الأفيون الأولى بين البلدين. نزلت القوَّات البريطانية في جزيرة هونغ كونغ واحتَّلتها في 20 يناير عام 1841، وكان يفترض أن تتخلَّى عنها الصين إثر اتفاقية تشينبي بين الضابط تشارلز إليوت والمحافظ كيشان، إلا أنَّ تلك الاتفاقية لم تُنفَذ قط بسبب خلاف بين المسؤولين الرفيعين في كلا الحكومتين البريطانية والصينية. ولم تتنازل الصين رسمياً عن الجزيرة لبريطانيا حتى 29 أغسطس عام 1842، عندما عُقِدَت معاهدة نانجينغ. وسُرعَان ما أسست بريطانيا عليها مستعمرة ملكية، أتبعتها بتأسيس مدينة فكتوريا.

علم مستعمرة هونغ كونغ البريطانية (1959-1997).

خسرت الصين مجدداً حرب الأفيون الثانية عام 1860، لتضطرَّ للتنازل أيضاً عن شبه جزيرة كولون وجزيرة نغونغ تشين تشاو وفقاً لشروط معاهدة بكين. ازداد عدد سكان جزيرة هونغ كونغ تحت الحكم البريطاني من 7,450 صيني (معظمهم من صيَّادي السمك) عام 1841 إلى أكثر من 115,000 فضلاً عن 8,754 أوروبياً في هونغ كونغ وشبه جزيرة كولون في عام 1870. إلا أنَّ الوباء الثالث من الطاعون الدبلي أصاب المنطقة في عام 1894 قادماً من الصّين، ليتسبّب في 50,000 إلى 100,000 وفاة بين سكان المدينة.
وُقِّعت في عام 1898 معاهدة توسعة منطقة هونغ كونغ بين بريطانيا والصين، التي حازت بموجبها بريطانيا عقد إيجارٍ مدَّته 99 عاماً لجزيرة لانتاو في الغرب والمناطق المجاورة للمدينة شمال كولون، وهذه الأقاليم هي ما بات يُعرَف لاحقاً باسم الأقاليم الجديدة. منذ ذلك الحين، لا زالت حدود منطقة هونغ كونغ ثابتةً إلى الآن. كانت هونغ كونغ خلال النصف الأول من القرن العشرين ميناءً حراً، عمل كمرفأٍ لإعادة التصدير للإمبراطورية البريطانية. وقد أسَّست بريطانيا نظاماً تعليمياً في المدينة مشابهاً لذلك المعمول به في بريطانيا العظمى، رغم ذلك، كان الاحتكاك شبه منعدم بين السكان الصينيّين والمجتمع الأوروبي الثري في هونغ كونغ المقيم حول جبل فكتوريا.

### الغزو الياباني

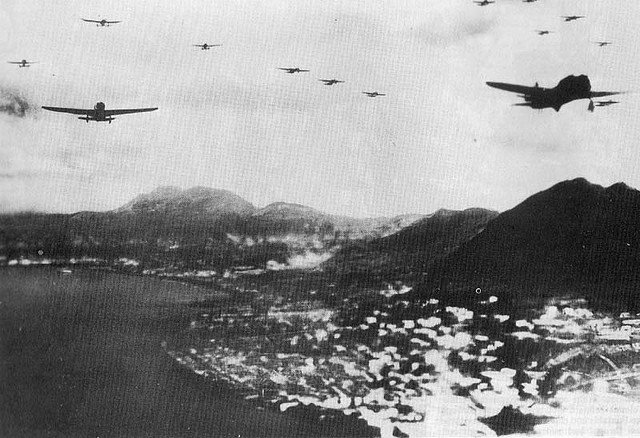
غارات الطائرات اليابانية على سنترال خلال معركة هونغ كونغ، التي أدت إلى وقوع المدينة تحت حكم إمبراطورية اليابان.

غزت الإمبراطورية اليابانية هونغ كونغ إبان اندلاع الحرب العالمية الثانية - كجزءٍ من حملتها في المحيط الهادئ - بتاريخ 8 ديسمبر عام 1941. وقد انتهت معركة هونغ كونغ للسَّيطرة على المدينة بنصر اليابانيين واستسلام الجنود البريطانيين والكنديين في 25 ديسمبر، لتبدأ حقبة الاحتلال الياباني لهونغ كونغ. عانى سكان المدينة خلال فترة الحكم الياباني من تفشّي نقص الطعام، وانتشار داء الجرب، والارتفاع الهائل لمعدَّلات التضخم الناتج عن تحويل العملة الإجباري بغرض التمويل العسكري. وقد سنَّت اليابان قانوناً فرض الإبعاد الإجباري للعاطلين عن العمل إلى البر الصينيّ، وذلك نتيجةً لنقص الطعام الكبير في المدينة، إلا أنَّ هذا القانون أدى لانخفاض عدد السكان 1.6 ملايين نسمة عام 1941 إلى 600,000 نسمة عام 1945، عندما آل حكم المستعمرة من جديدٍ إلى بريطانيا.

### حقبة الحرب الباردة
عاد سكان هونغ للتزايد بسرعةٍ بعد الحرب إثر وفود موجةٍ من المهاجرين الصينيّين إليها، وكان هؤلاء من لاجئي الحرب الأهلية التي غرقت بها البلاد. وقد توافد المزيد من المهاجرين عقب إعلان جمهورية الصّين الشعبيَّة عام 1949، خوفاً من أن يستهدفهم الحزب الشيوعي الصيني بعد أن بلغ الحكم. فضلاً عن ذلك، قرَّرت العديد من الشركات نقل مقارِّها من شانغهاي وغوانغزو إلى هونغ كونغ.
أخذت هونغ كونغ بالتحوُّل بسرعةٍ إلى مدينة صناعية في خمسينيات القرن العشرين، وكانت العجلة الأساسيَّة الدافعة لهذا التحول هي نجاح تصدير النسيج وتطور عدد من الصناعات الأخرى. ومع ازدياد السكان وبقاء أجور العمالة منخفضة، أخذت الظروف المعيشية بالارتفاع باستمرار. شُيِّد بناء شيك كب مي بالمدينة في عام 1953، ليكون أول بناء سكن اجتماعي في تاريخ المدينة، وليمثِّل بداية برامج الإسكان الاجتماعي المُصمَّمة لاستيعاب الأعداد الكبيرة من اللاجئين الوافدين. وقد تسارعت التجارة في هونغ كونغ بسرعةٍ أكبر عندما حُوِّلت مدينة شينزين - الواقعة شمال هونغ كونغ مباشرةً - إلى منطقة اقتصادية خاصة لجمهورية الصين الشعبية، وجعل ذلك من هونغ كونغ المصدر الأول للاستثمارات الأجنبية في الصين. رغم ذلك، تناقصت أهمية هونغ كونغ وريادتها الصناعية تدريجياً منذ مطلع الثمانينيات مع تطور الصناعة في جنوب الصين المجاور لها. من جهةٍ أخرى، أخذت صناعة الخدمات بالتنامي في المدينة منذ الثمانينيات والتسعينيات، بعد أن امتصَّت هذه الصناعة القوى العاملة التي توقَّفت عن المساهمة في الصّناعة.
طوال الحقبة الاستعمارية البريطانية، شهدت هونغ كونغ تطوراً وتمدُّناً على كافَّة الأصعدة، من اقتصادها إلى نظامها الصحي. فقد بنيت الكثير من المراكز الصحية للمواطنين، مثل مشافي الملكة إلزابيث والملكة ماري والأميرة مارغاريت وأمير ويلز وغيرها. أعادت المملكة المتحدة تصنيف هونغ كونغ عام 1983 من مستعمرة ملكية إلى إقليم في ما وراء البحار، وكانت الحكومتان الصينية والبريطانية قد بدأتا بالفعل حينها بمناقشة مسألة سلطة هونغ كونغ، بعد أن بدأ موعد انتهاء عقد استئجار الأقاليم الجديدة يدنو. في عام 1984، وقَّعت الدولتان الإعلان الصيني البريطاني المشترك، وهي معاهدةٌ تقضي بتسليم ملكية هونغ كونغ إلى جمهورية الصين الشعبية في عام 1997. إلا أنَّ المعاهدة اشترطت أن تبقى هونغ منطقة إداريَّة خاصة، بحيث تحظى بدرجةٍ عالية من الحكم الذاتي لمدة 50 عاماً على الأقل بعد نقل الملكية. وسيكون قانون هونغ كونغ الأساسي - المشتقُّ من القانون الإنكليزي - دستور المنطقة بعد نقل ملكيتها.

### تحت الحكم الصيني

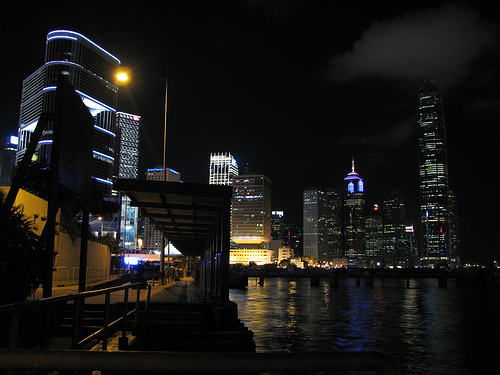
جزيرة هونغ كونغ، عام 2006.

طُبِّق نقل ملكية هونغ كونغ من المملكة المتحدة إلى جمهورية الصين الشعبية في الأول من يوليو عام 1997، لينتهي بذلك رسمياً الاستعمار البريطاني عليها الذي دام لـ156 عاماً. أصبحت هونغ كونغ أول منطقة إدارية خاصة لجمهورية الصين الشعبية، وانتخب تونغ تشو هوا ليكون أول رئيس تنفيذيّ لهونغ كونغ. في السنة ذاتها، شهدت المدينة قفزة اقتصادية ضخمة إثر وقوع الأزمة المالية الآسيوية وانتشار فيروس أنفلونزا الطيور. في عام 2003، تأثَّرت هونغ كونغ بشدة بتفشّي الالتهاب الرئوي اللانمطي الحاد (سارس)، إذ سجَّلت منظمة الصحة العالمية إصابة 1,755 و299 حالة وفاة في المدينة، فيما قُدِّرت الخسائر الاقتصادية في العقود المالية بنحو 380 مليون دولار هونغ كونغي (48.9 مليون دولار أمريكي).
أعلن رئيس هونغ كونغ التنفيذي تونغ تشو هوا عن استقالته من منصبه في 10 مارس عام 2005، نتيجةً لمشاكل صحية. ودخل إثر ذلك دونالد تسانغ - أمين إدارة هونغ كونغ العام في حينه - الانتخابات، وفاز دون معارضةٍ بمنصب الرئيس التنفيذي الثاني للمدينة في 21 يونيو عام 2005. في عام 2007، فاز تسانغ بدورة انتخابات جديدة ليبدأ فترة ولايته الثانية في المنصب.
استضافت هونغ كونغ في عام 2005 الألعاب شرق الآسيوية الخامسة، التي تنافست فيها تسع فرق دولية من الرياضيين، وكان هذا أكبر حدث دولي رياضي تستضيفه هونغ كونغ على الإطلاق. في الوقت الحاضر، لا زالت هونغ كونغ مركزاً مالياً رائداً عالمياً، إلا أنَّ مستقبلها الاقتصادي غير واضحٍ بسبب النمو المتسارع لاقتصاد البر الصيني، وبسبب طبيعة علاقتها مع جمهورية الصين الشعبية فيما يتعلَّق بالإصلاح الديمقراطي والاقتراع العمومي. شهد عام 2014 اعتصامات ومظاهرات داعية للديمقراطية عُرِفت بثورة المظلات بعد إعلان اللجنة الدائمة لمؤتمر الشعب الوطني عزمها على إصلاح النظام الانتخابي. اعتبر المتظاهرون الإصلاحات معيقة بشكل كبير وتتشابه مع عملية فحص المرشحين التي يقوم بها الحزب الشيوعي الصيني في البر.

## نظام الحكم

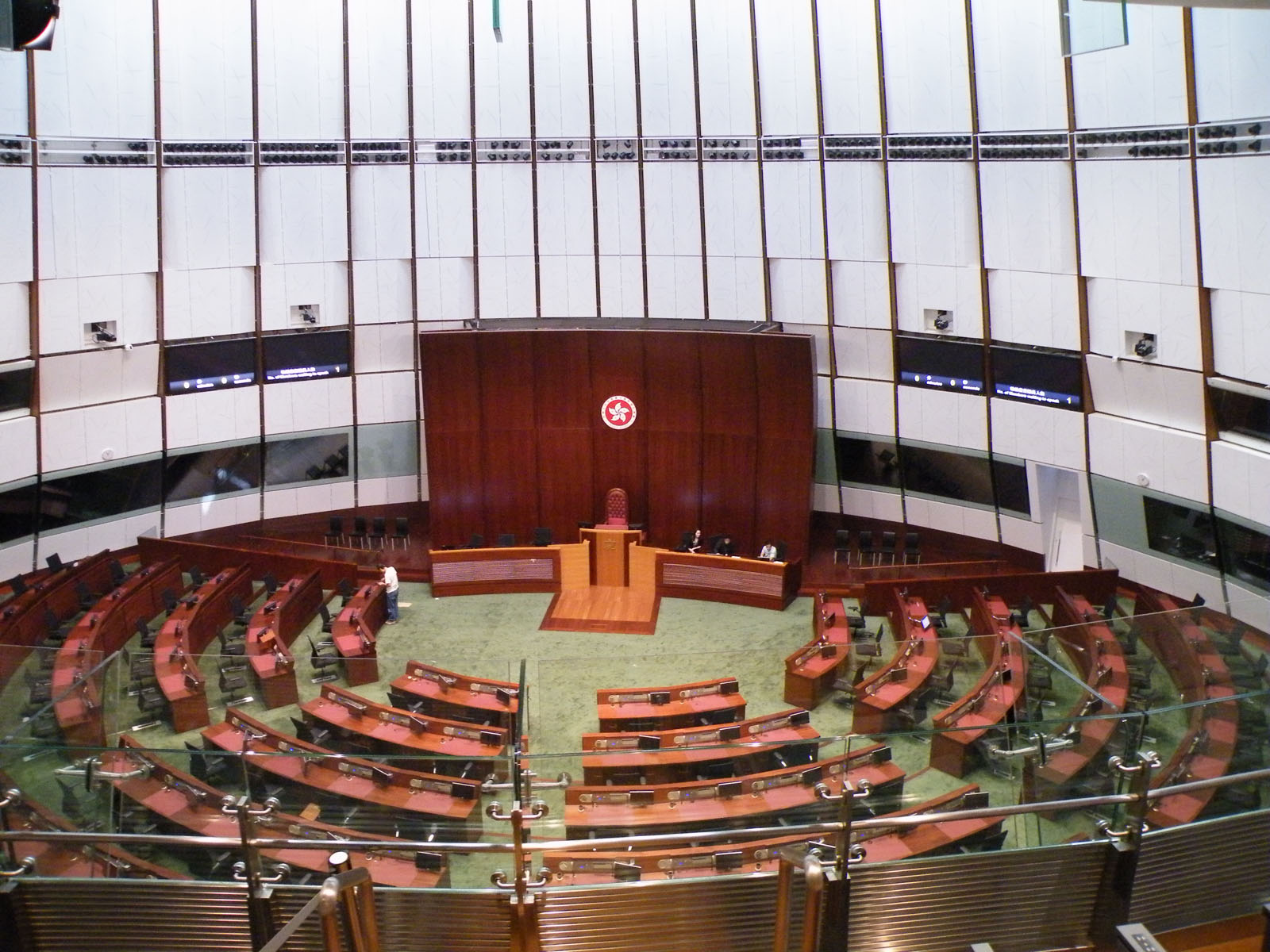
قاعة اجتماعات مجلس هونغ كونغ التشريعي.

تحوَّلت هونغ كونغ إلى دولة مدينة (مدينة مستقلَّة تقريباً) بفضل تاريخها الطويل كمستعمرةٍ للإمبراطورية البريطانية، وهي لا زالت تحوز حتى الآن درجة عالية من الحكم الذاتي رغم أنها تخضع للحكم الصيني. وفق الإعلان الصيني-البريطاني المشترك ومبدأ بلد واحد، نظامان مختلفان الذي تمخَّض عنه، فإنَّ هونغ كونغ تحظى بدرجة عالية من الحكم الذاتي في كافَّة شؤونها بصفتها منطقة إدارية خاصَّة، ما عدى جانبي العلاقات الدبلوماسية والقوات العسكرية اللذين سيظلاَّن من مسؤوليات الحكومة الصينية المركزية. يتعهَّد الإعلان الصيني البريطاني بالسَّماح لهونغ كونغ بالإبقاء على نظامها الاقتصادي الرأسمالي، ويكفل لها حقوق وحريات شعبها لمدة 50 عاماً على الأقل بعد نقل ملكيتها في عام 1997. ويؤكِّد الدستور - قانون هونغ كونغ الأساسي - بنفسه على كفالة اقتصاد المدينة وحقوق وحريات سكانها، وهو القانون الذي يلخِّص نظام حكم منطقة هونغ كونغ الإداريَّة الخاصَّة. رغم ذلك، فمن الممكن أن يخضع هذا القانون في أي وقتٍ لتدخُّل لجنة مجلس الشعب الوطني الثابتة التابعة للحكومة الصينية المركزية.
المؤسَّسات الحكومية الأساسية التي تتولَّى حكم هونغ كونغ هي المجلس التنفيذي والخدمة المدنية والمجلس التشريعي ونظام القضاء. يرأس المجلس التنفيذي رئيس هونغ كونغ التنفيذي، والذي ترشّحه لجنة انتخابية ثم تقرّها الحكومة الشعبية المركزية. وأما الخدمة المدنية فهي جسم سياسي طبيعي يسنُّ السياسات ويؤمِّن للحكومة بعض الخدمات، ويوظَّف فيه الموظفون العامُّون بناءً على نسبهم العائلي. يتألَّف المجلس التشريعي من 60 عضواً، ينتخب نصف أعضائه في انتخاباتٍ عامَّة تحق المشاركة فيها لجميع المقيمين الدَّائمين في هونغ كونغ، موزَّعين على خمس دوائر انتخابية جغرافية، وأما النصف الثاني - المعروف بالدوائر الانتخابية العمليَّة - فينتخبه بصورة مباشرة جمهورٌ أصغر من الناخبين، يتألَّف من هيئات تابعة للشركات التجارية وشخصيات أخرى من قطاعات عملية محدودة. يرأس المجلس التشريعي بأكمله رئيس المجلس التشريعي، الذي يمثِّل ما هو أشبه بالمتحدث السياسي. يُعيِّن قضاة الدولة الرئيس التنفيذي لهونغ كونغ، بناءً على ترشيحات مجلس مستقلّ.

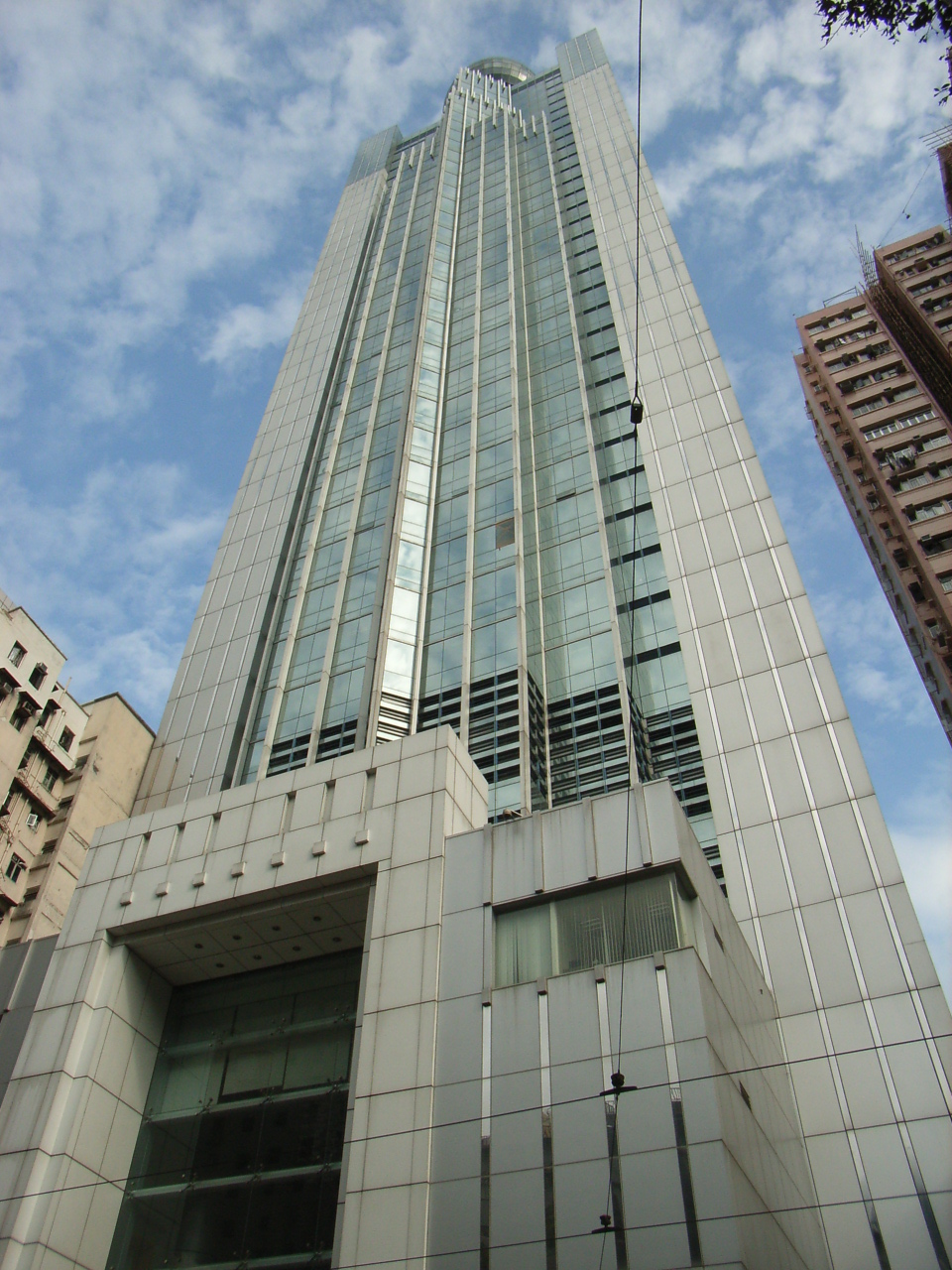
مقر الحكومة الشعبية المركزية الصينية في هونغ كونغ.

كان تطبيق القانون الأساسي في هونغ كونغ وكيف ومتى يمكن أن تقام الاقتراعات العامة، مسألة جدليَّة كبيرةً في المدينة منذ نقل ملكيَّتها إلى الصين. في عام 2002، اقترحت الحكومة مشروع قانونٍ يمنع تغيير النظام السياسي في هونغ كونغ وفقاً للمادة 23 من القانون الأساسي، الذي فرض إصدار قوانين تُحرِّم محاولة الخيانة العظمى أو القيام بالأعمال المعادية لحكومة جمهورية الصين الشعبية، إلا أنَّ مشروع القانون واجَهَ معارضةً شديدة، ممَّا أدى إلى إلغائه في آخر الأمر. ولا زال هناك جدلٌ كبير في هونغ كونغ بين المجموعات المناصرة لبكّين الميَّالة إلى تأييد المجلس التنفيذي، والمجموعات المناصرة للديمقراطية الميَّالة إلى تأييد النظام الديمقراطي الحالي وتسريع التقدُّم الديمقراطي ومبدأ «رجل واحد، صوت واحد».
في عام 2004، فشلت الحكومة بجمع تأييد الديمقراطيّين لإنفاذ ما يُعرَف باسم «نموذج مجلس المقاطعة» لبدء عمليَّة إصلاح سياسيّ. وقد أعادت الحكومة في عام 2009 محاولة إنفاذ المشروع تحت عنوان «الوثيقة التشاورية لطرق اختيار الرئيس التنفيذي وتشكيل المجلس التنفيذي في عام 2012». اقترحت الوثيقة توسعة اللجنة الانتخابية وكلية هونغ كونغ الانتخابية من 800 إلى 1,200 عضو في عام 2012، وتوسعة المجلس التشريعي من 60 إلى 70 مقعداً. حيث ستتشكل المقاعد العشرة الجديدة من خمسة مقاعد دوائر انتخابية جغرافية وخمسة مقاعد دوائر انتخابية عملية ينتخبها أعضاء مجلس مقطاعاتي منتخَبين بينهم. ورفض أنصار الديمقراطيَّة تأييد المقترح مرة أخرى، إلا أنَّ انقساماً كبيراً قد وقع بينهم بعد إقرار الحكومة الشعبية المركزية مقترحاً مضاداً عبر الحزب الديمقراطي. وقد انقسم أنصار الديمقراطية بصورةٍ خاصَّة بسبب أن المقترح يفيد بزيادة خمس مقاعد عملية تنتخب مباشرةً، وهو ما لم يقبله الحزبان الدستوريَّان في هونغ كونغ، فيما وقف الحزب الديمقراطي إلى جانب الحكومة للمرَّة الأولى منذ نقل ملكيَّة هونغ كونغ إلى الصّين، وأنفذ القانون بأصوات 46-12.

### القانون والقضاء

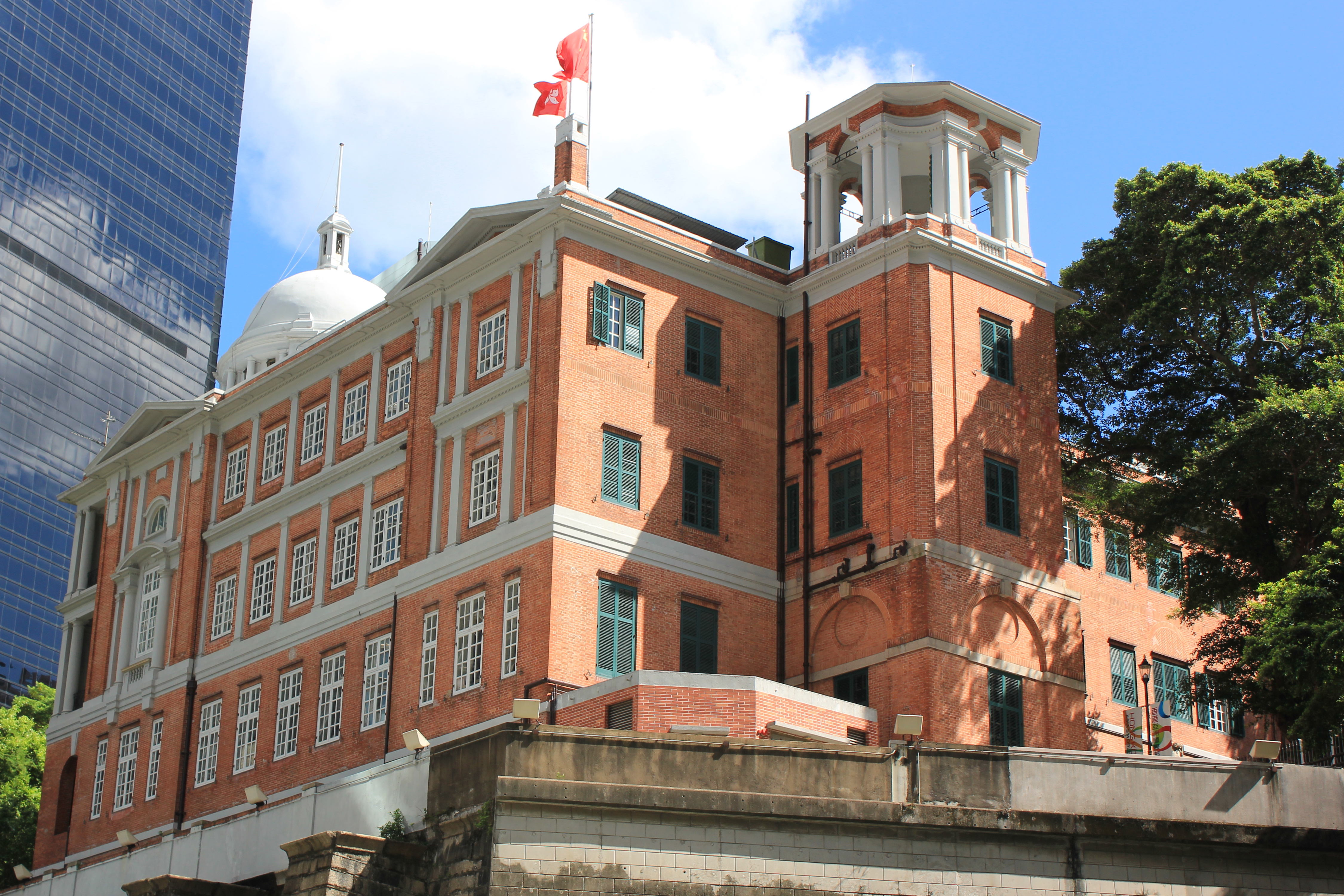
مقر محكمة الدعوى الأخيرة في منطقة سنترال بهونغ كونغ.

نظام هونغ كونغ القضائي مستقلٌّ تماماً عن النظام القضائي في البر الصيني. بالمقارنة مع نظام القانون المدني في جمهورية الصّين الشعبية، لا زالت هونغ كونغ تتَّبع القانون الإنكليزي العام الذي نُقِلَ إليها أثناء الاستعمار البريطاني. أساس القانون الإنكليزي المُتبَّع في هونغ كونغ أنَّه جعل القضاة يجلسون في المحاكم، ليطبِّقوا السابقة القضائية على الحقائق الماثلة أمامهم. فعلى سبيل المثال، الجناية هي جريمة للقانون العام ولا تحتاج لإثباتها إلى إجراءٍ من البرلمان. من جهةٍ أخرى، يمكن للبرلمان تعديل أو استبدال القانون العام بالكامل، فالجناية مثلاً تُحمِّل الآن حكم السجن مدى الحياة عوضاً عن عقوبة الإعدام. ووفقاً للمادة 92 من القانون الأساسي، بإمكان محاكم هونغ كونغ الاستشهاد بأحكامٍ اتخذتها محاكم قانونٍ عامٍّ تنتمي لسلطاتٍ قضائية أخرى بصفتها سوابق للمتَّهم، وقد يشمل ذلك محاكم إنكلترا وكندا وأستراليا، كما أنَّه يُسمَح للقضاة من هذه البلدان بتقلُّد مناصب قضاةٍ غير دائمين في محكمة الدعوى النهائية.
هرمياً، يتألَّف نظام المحاكم في هونغ كونغ من محكمة الدعوى النهائية والمحكمة العليا (التي تتكون من محكمة الدعاوى ومحكمة الشهادة الأولى) ومحكمة المقاطعة (التي تتضمَّن محكمة العائلة). كما ثمَّة مؤسسات قضائية أخرى، منها: محكمة الأراضي، ومحاكم القضاة، ومحكمة الأحداث، ومحكمة كورونِر، ومحكمة العمَّال، ومحكمة الدعاوى الصغيرة، ومحكمة البنود الفاسدة. يتولَّى تعيين قضاة محكمة الدعوى النهائية (أعلى مؤسسة قضائية في الدولة) رئيس هونغ كونغ التنفيذي بنفسه، ولدى هذه المحكمة سلطة البتّ النهائي في الأحكام القضائية وفق مبادئ قانون هونغ كونغ الأساسي، كما أنَّ لديها سلطة البت النهائي في القوانين المحلية، فبإمكانها إلغاء التعميمات المحلية إذا ما رأت أنها لا تتوافق مع قانون هونغ كونغ.
يتولَّى قسم القضاء في هونغ كونغ البحث في شؤون الحكومة القانونية. تتضمَّن مهام هذا القسم إعطاء الاستشارات القانونية للحكومة، وإقامة الدعاوى الجنائية، والتمثيل المدني، والإصلاح القضائي والقانوني، والتعاون الدولي مع السلطات القضائية في البلدان الأخرى. وعدا عن إقامة الدعاوى الجنائية، فإنَّ محامي القسم القضائي يعملون لحساب الحكومة (بصفتهم محامي دفاع) في أيّ دعاوى مدنية أو إداريَّة تُرفَع ضدَّها. وكون القسم حامياً للصَّالح العام، فقد يطلب مراجعات قضائية وربَّما يتدخل في أيّ حالةٍ قد يراها تمسُّ الصالح العام لسكان هونغ كونغ. يحمي قانون هونغ كونغ الأساسي القسمَ القضائيَّ من كافَّة التدخلات الحكومية عندما يمارس سلطته في الدعاوى الجنائية.

### حقوق الإنسان

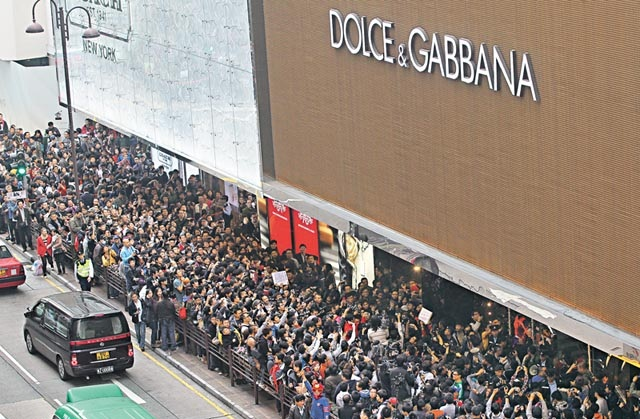
مسيرة احتجاجية في هونغ كونغ مناهضةٌ للعنصرية.

بني قانون هونغ كونغ الأساسي بجوهره على القانون الإنكليزي العام، ولذلك فإنَّ المدينة بصورةٍ عامة تكفل درجة عالية من الحريات المدنية. تحترم حكومة هونغ كونغ عموماً الحقوق الإنسانية لجميع مواطنيها. إلا أنَّ ثمة مع ذلك عدداً من القضايا الجوهرية بخصوص الحقوق والحريات في هونغ كونغ. فهناك قلق من بعض الجهات الحقوقية بخصوص حرية التجمع التي يقيّدها القانون العمومي، وقد سبق وأن اتُّهمت الشرطة المحلية باستعمال الأساليب العنيفة ضد المتظاهرين، كما أن هناك اعتراضاتٍ بخصوص السُّلطة الواسعة التي تمتلكها الشرطة. وأما فيما يتعلَّق بحقّ الخصوصية، فإنَّ الرقابة السرية هي مصدر التخوُّفات الأكبر، رغم أن رقابة الإنترنت في هونغ كونغ تعمل وفقاً لأسسٍ مختلفة عن رقابة الإنترنت في جمهورية الصين الشعبية. لا يحظى المثليون بالحماية القانونية بسبب عدم وجود قانون متخصّصٍ بالتمييز الجنسي، رغم ذلك، فإنَّه لا توجد قوانين تجرِّم المثلية. إضافةً إلى ذلك، توجد اعتراضات حول قلَّة الاهتمام بحقوق العمَّال.

### التقسيم الإداري
تتبنَّى هونغ كونغ نظام الإدارة المركزية، إذ لم توجد فيها حكومة محليَّة منذ قرار إلغاء المجالس الإدارية على مستوى البلديَّات في عام 2000م، ولذلك لا يوجد تعريف رسميٌّ لماهية المدن والبلدات ضمن حدود هونغ كونغ. تنقسم هونغ كونغ إدارياً إلى 18 مقاطعة جغرافية، يمثِّل كلاً منها مجلس يقدِّم الاستشارات للحكومة بخصوص القضايا المحلية، ويشمل ذلك كيفية إقامة وإنشاء المرافق العامة، والأنشطة الاجتماعية والثقافية، والاهتمام بالشؤون البيئية. ثمَّة بالإجمال 534 مقعداً في جميع مجالس المقاطعات الإدارية بهونغ كونغ، تُنتخَب منها 405 مقاعد بأصوات السكان، وأما الباقون فيعيِّنهم الرئيس التنفيذي و27 مسؤولاً في اللجان الريفية. ويتولَّى قسم الشؤون المحلية إيصال سياسات وخطط الحكومة وإعلانها للأهالي عبر مكاتب المقاطعات.

### القوات المسلحة
منذ تحوّل هونغ كونغ إلى مستعمرة بريطانية ثمَّ مقاطعة مستقلَّة فيما بعد، كانت تتولَّى الدفاع عنها القوات المسلحة البريطانية، تحت قيادة محافظ هونغ كونغ. عندما نُقِلَت ملكية هونغ كونغ من بريطانيا إلى جمهورية الصّين الشعبية في عام 1997، استعاضت الحكومة الجديدة عن الثكنات العسكرية البريطانية بحامية من جيش التحرير الشعبي الصينيّ، تتولَّى الدفاع البري والبحري والجوي، وتتولى قيادة هذه الحامية اللجنة العسكرية المركزية الصينية. يحمي قانون هونغ كونغ الأساسي الشؤونَ المدنية المحلية من تدخل الحامية الصينية، ويتمُّ التعامل مع جنود الحامية وفق قوانين هونغ كونغ لا جمهورية الصين الشعبية. حكومة هونغ كونغ هي المسؤولة بنفسها عن تطبيق قوانينها المحلية، إلا أنَّها يمكن أن تطلب - إن أرادت - مساعدة الحامية الصينية في تطبيق القانون أو تدارك الكوارث الطبيعية، ورغم هذا فإن حكومة جمهورية الصين الشعبية تظلُّ مسؤولةً عن تحمُّل تكاليف تشغيل الحامية.

## الجغرافيا

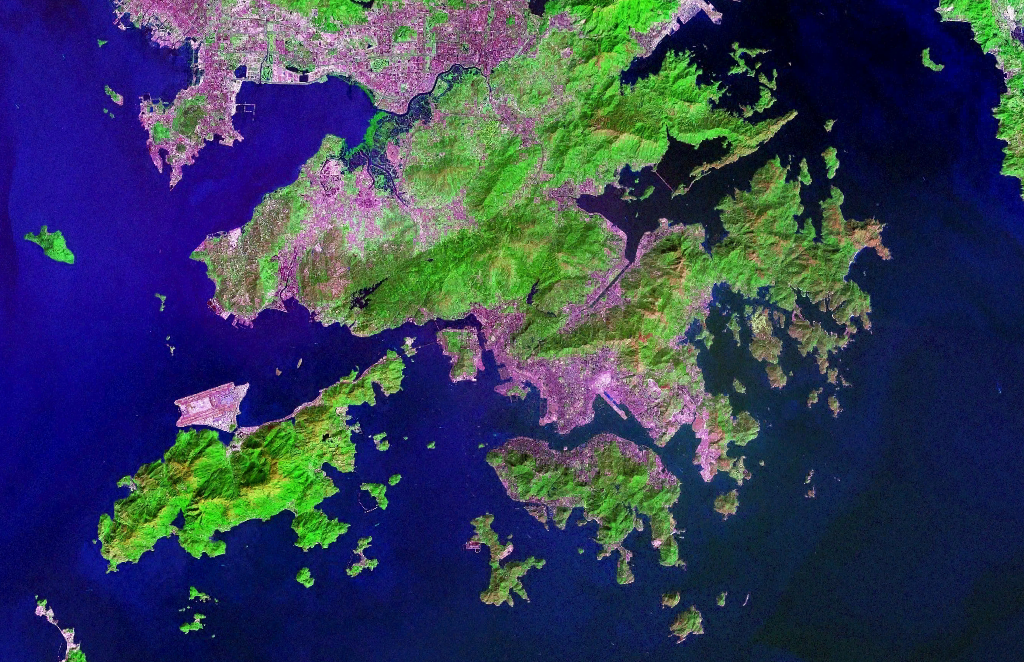
خريطة للتمدد العمراني في منطقة هونغ كونغ، حيث تظهر المساحات المُعمَّرة باللون الزهري، والبراري الطبيعية باللون الأخضر.

تقع هونغ كونغ على ساحل الصّين الجنوبي، شرق ماكاو، حيث تقع هي وماكاو على الضفَّتين المتقابلتين لدلتا نهر اللؤلؤ. يحدُّ المدينة من الجنوب والشرق والغرب بحر الصين الجنوبي، وأما من الشمال فتحدُّها مدينة شينزين الصينية من جهة نهر شينزين. تبلغ مساحة منطقة هونغ كونغ 1,104 كم2، منها 50 كم2 من المياه الإقليمية و1,054 كم2 من اليابسة، تتوزَّع على ثلاثة أقاليم: جزيرة هونغ كونغ وشبه جزيرة كولون والأقاليم الجديدة، إضافةً إلى أكثر من 200 جزيرة متفاوتة الأحجام، أكبرها هي جزيرة لانتاو. تتحكَّم هونغ كونغ بالمياه الإقليمية حتى مسافة 5.6 كيلومتراتٍ من شواطئها. وفقاً لمساحة يابسة هونغ كونغ، فإنها تأخذ رقم 179 بين دول العالم من حيث المساحة.
معظم أراضي هونغ كونغ هي عبارةٌ عن جبال وتلال وعرة، ولذلك فإنَّ أقلَّ من 25% من إجمالي مساحتها مأهولٌ بالسكان، كما أنَّ نحو 40% من مساحتها الباقية محميَّة ضمن نطاق حدائق وطنية ومحميات طبيعية. يتركَّز معظم التوسع العمراني في المنطقة بشبه جزيرة كولون وعلى الساحل الشمالي من جزيرة هونغ كونغ، وكذلك في مستوطنات متفرّقة في أنحاء الأقاليم الجديدة. أعلى قمة في هونغ كونغ هي قمة تاي مو شان، التي ترتفع 937 عن مستوى البحر. لدى هونغ كونغ بفضل ساحلها الطويل والمتعرّج الكثير من الخلجان والشواطئ، كما توجد فيها الكثير من الأنهار. في 18 سبتمبر عام 2011، صنَّفت منظمة اليونسكو حديقة هونغ كونغ الجيولوجية كجزءٍ من شبكة الحدائق الجيولوجية العالمية، وتتكون هذه الحديقة من ثمانية مناطق جغرافية موزَّعة في أنحاء المنطقة الصخرية البركانية بمقاطعة ساي كونغ ومنطقة الصخور الرسوبية شمال شرق الأقاليم الجديدة.

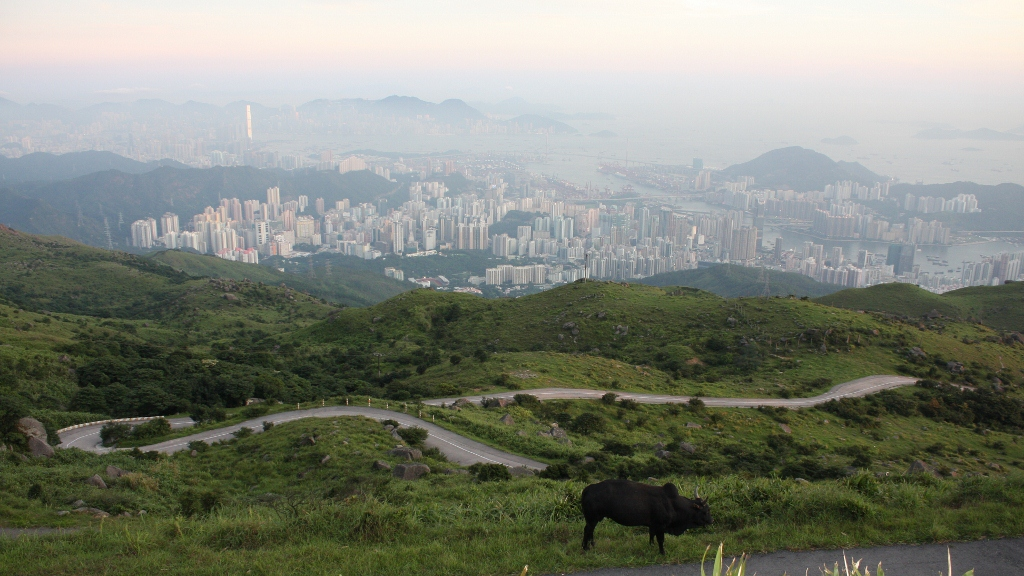
إطلالة على هونغ كونغ من قمَّة تاي مو شان، أعلى قممها على الإطلاق.

رغم أن هونغ كونغ تشتهر بأنها مدينة صناعية إلى درجةٍ كبيرة، فهي مع ذلك تحرص على محاولة الحفاظ على البيئة خضراء نظيفة، وقد حثَّ الوعي الشعبي - المتزايد مؤخراً - الحكومة على تطبيق قيودٍ قاسية على استصلاح المزيد من الأراضي بميناء فكتوريا. وممَّا يتسبب بازدياد الوعي الشعبي حول البيئة ارتفاع معدَّلات التلوث في المدينة، التي تنتج عن الطبيعة الجغرافية لهونغ كونغ وعلوّ مبانيها. مع ذلك، فإن نحو 80% من أدخنة المدينة تصدر عن أجزاءٍ أخرى من دلتا نهر اللؤلؤ.
مع أن هونغ كونغ تقع مباشرةً جنوب مدار السرطان، فإنَّها تمتاز بمناخٍ رطب شبه مداريّ. حيث يكون الطقس في فصل الصيف حاراً ورطباً تتخلَّله أمطار وعواصف رعدية، وتهبُّ على المدينة الرياح الدافئة قادمةً من الجنوب الغربي. وتشيع الأعاصير الاستوائية خلال الصيف أكثر من أيّ وقتٍ آخر في العام، لتتسبَّب أحياناً بالفيضانات والانهيارات الأرضية. من جهةٍ أخرى، فإن فصل الشتاء معتدل الطقس وعادةً ما يبدأ بأيام مشمسة، ثم يصبح أكثر غيوماً مع اقتراب شهر فبراير. وتهبُّ خلاله على المدينة رياح باردةٌ من الشمال. أكثر الفصول اعتدالاً هي الربيع (الذي كثيراً ما يكون متقلِّباً)، والخريف (الذي يكون عادةً مشمساً وجافاً). تتعرَّض هونغ كونغ بالمتوسّط لـ1,948 من أشعة الشمس كل عام. أعلى وأخفض درجتي حرارةٍ سجَّلهما مرصد هونغ كونغ في تاريخ المدينة هما 36.1ْ و0.0ْ مئوية على التوالي. وفيما يلي جدولٌ يُبيِّن وسطي درجات الحرارة في المدينة حسب الشهر:
| البيانات المناخية لـهونغ كونغ (مرصد هونغ كونغ)                                         | البيانات المناخية لـهونغ كونغ (مرصد هونغ كونغ) | البيانات المناخية لـهونغ كونغ (مرصد هونغ كونغ) | البيانات المناخية لـهونغ كونغ (مرصد هونغ كونغ) | البيانات المناخية لـهونغ كونغ (مرصد هونغ كونغ) | البيانات المناخية لـهونغ كونغ (مرصد هونغ كونغ) | البيانات المناخية لـهونغ كونغ (مرصد هونغ كونغ) | البيانات المناخية لـهونغ كونغ (مرصد هونغ كونغ) | البيانات المناخية لـهونغ كونغ (مرصد هونغ كونغ) | البيانات المناخية لـهونغ كونغ (مرصد هونغ كونغ) | البيانات المناخية لـهونغ كونغ (مرصد هونغ كونغ) | البيانات المناخية لـهونغ كونغ (مرصد هونغ كونغ) | البيانات المناخية لـهونغ كونغ (مرصد هونغ كونغ) | البيانات المناخية لـهونغ كونغ (مرصد هونغ كونغ) |
| الشهر                                                                                  | يناير                                          | فبراير                                         | مارس                                           | أبريل                                          | مايو                                           | يونيو                                          | يوليو                                          | أغسطس                                          | سبتمبر                                         | أكتوبر                                         | نوفمبر                                         | ديسمبر                                         | المعدل السنوي                                  |
| -------------------------------------------------------------------------------------- | ---------------------------------------------- | ---------------------------------------------- | ---------------------------------------------- | ---------------------------------------------- | ---------------------------------------------- | ---------------------------------------------- | ---------------------------------------------- | ---------------------------------------------- | ---------------------------------------------- | ---------------------------------------------- | ---------------------------------------------- | ---------------------------------------------- | ---------------------------------------------- |
| الدرجة القصوى °م (°ف)                                                                  | 26.9 (80.4)                                    | 28.3 (82.9)                                    | 30.1 (86.2)                                    | 33.4 (92.1)                                    | 35.5 (95.9)                                    | 35.6 (96.1)                                    | 35.7 (96.3)                                    | 36.1 (97.0)                                    | 35.2 (95.4)                                    | 34.3 (93.7)                                    | 31.8 (89.2)                                    | 28.7 (83.7)                                    | 36.1 (97.0)                                    |
| متوسط درجة الحرارة الكبرى °م (°ف)                                                      | 18.6 (65.5)                                    | 18.9 (66.0)                                    | 21.4 (70.5)                                    | 25.0 (77.0)                                    | 28.4 (83.1)                                    | 30.2 (86.4)                                    | 31.4 (88.5)                                    | 31.1 (88.0)                                    | 30.1 (86.2)                                    | 27.8 (82.0)                                    | 24.1 (75.4)                                    | 20.2 (68.4)                                    | 25.6 (78.1)                                    |
| المتوسط اليومي °م (°ف)                                                                 | 16.3 (61.3)                                    | 16.8 (62.2)                                    | 19.1 (66.4)                                    | 22.6 (72.7)                                    | 25.9 (78.6)                                    | 27.9 (82.2)                                    | 28.8 (83.8)                                    | 28.6 (83.5)                                    | 27.7 (81.9)                                    | 25.5 (77.9)                                    | 21.8 (71.2)                                    | 17.9 (64.2)                                    | 23.2 (73.8)                                    |
| متوسط درجة الحرارة الصغرى °م (°ف)                                                      | 14.5 (58.1)                                    | 15.0 (59.0)                                    | 17.2 (63.0)                                    | 20.8 (69.4)                                    | 24.1 (75.4)                                    | 26.2 (79.2)                                    | 26.8 (80.2)                                    | 26.6 (79.9)                                    | 25.8 (78.4)                                    | 23.7 (74.7)                                    | 19.8 (67.6)                                    | 15.9 (60.6)                                    | 21.4 (70.5)                                    |
| أدنى درجة حرارة °م (°ف)                                                                | 0.0 (32.0)                                     | 2.4 (36.3)                                     | 4.8 (40.6)                                     | 9.9 (49.8)                                     | 15.4 (59.7)                                    | 19.2 (66.6)                                    | 21.7 (71.1)                                    | 21.6 (70.9)                                    | 18.4 (65.1)                                    | 13.5 (56.3)                                    | 6.5 (43.7)                                     | 4.3 (39.7)                                     | 0.0 (32.0)                                     |
| معدل هطول الأمطار سم (إنش)                                                             | 24.7 (9.7)                                     | 54.4 (21.4)                                    | 82.2 (32.4)                                    | 174.7 (68.8)                                   | 304.7 (120.0)                                  | 456.1 (179.6)                                  | 376.5 (148.2)                                  | 432.2 (170.2)                                  | 327.6 (129.0)                                  | 100.9 (39.7)                                   | 37.6 (14.8)                                    | 26.8 (10.6)                                    | 2٬398٫4 (944.4)                                |
| متوسط الأيام الممطرة (≥ 0.1 mm)                                                        | 5.37                                           | 9.07                                           | 10.90                                          | 12.00                                          | 14.67                                          | 19.07                                          | 17.60                                          | 16.93                                          | 14.67                                          | 7.43                                           | 5.47                                           | 4.47                                           | 137.65                                         |
| متوسط الرطوبة النسبية (%)                                                              | 74                                             | 80                                             | 82                                             | 83                                             | 83                                             | 82                                             | 81                                             | 81                                             | 78                                             | 73                                             | 71                                             | 69                                             | 78                                             |
| ساعات سطوع الشمس الشهرية                                                               | 143.0                                          | 94.2                                           | 90.8                                           | 101.7                                          | 140.4                                          | 146.1                                          | 212.0                                          | 188.9                                          | 172.3                                          | 193.9                                          | 180.1                                          | 172.2                                          | 1٬835٫6                                        |
| المصدر: Hong Kong Observatory (normals 1981–2010, extremes 1884–1939 and 1947–present) |                                                |                                                |                                                |                                                |                                                |                                                |                                                |                                                |                                                |                                                |                                                |                                                |                                                |

## الاقتصاد

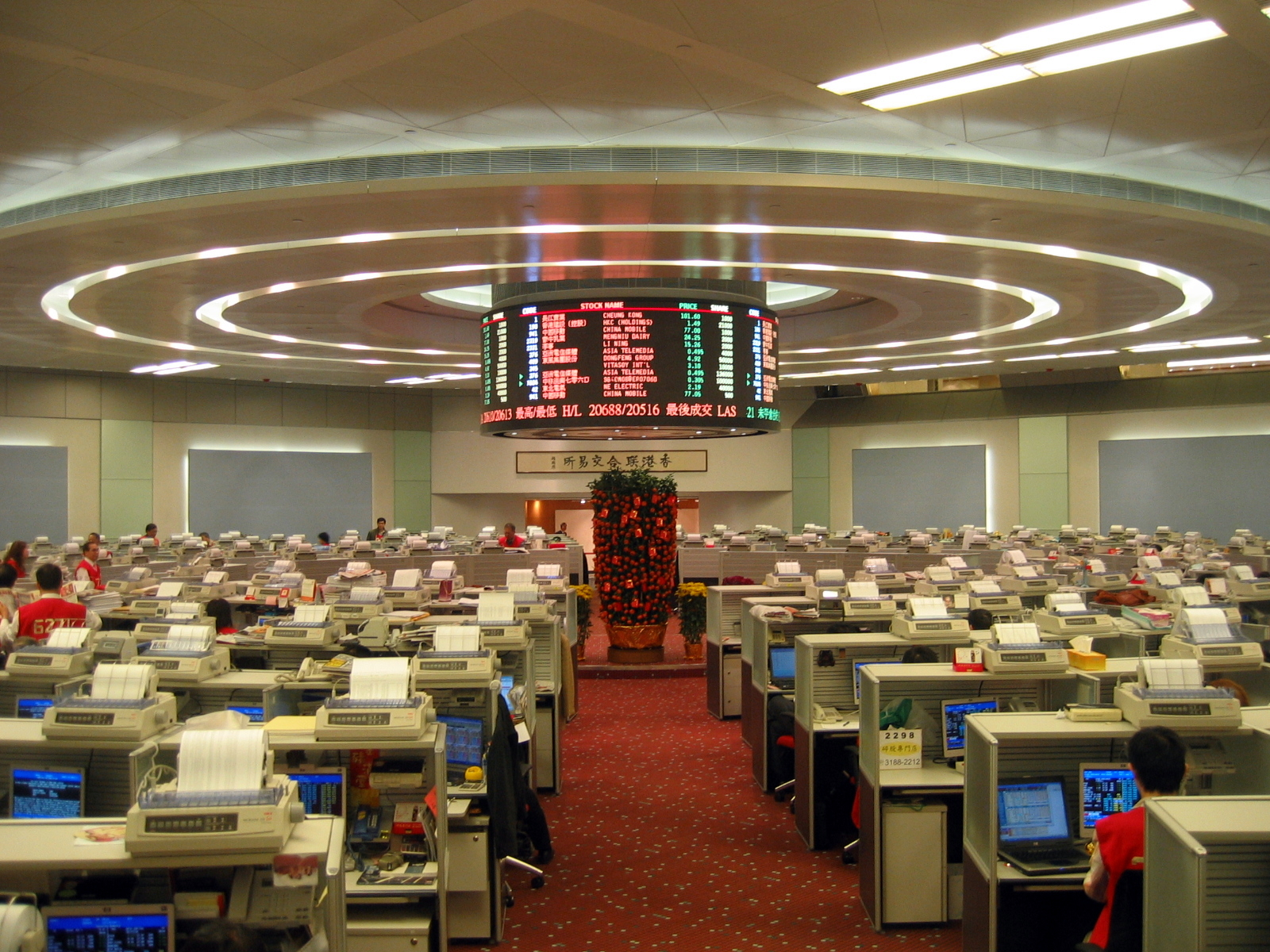
قاعة التجارة في بورصة هونغ كونغ.

تُعَدُّ هونغ كونغ واحدةً من أولى المراكز المالية على مستوى العالم، ولذلك فإن اقتصادها هو اقتصادٌ رأس مالي ضخم يعتمد على الخدمات، ويتميَّز بأسعار الضرائب المنخفضة والتجارة الحرة. تستعمل في المدينة عملة دولار هونغ كونغ، والتي تُصنَّف كثامن أكثر عملةٍ متداولة في العالم (حسب إحصاء عام 2010). وقد وصف ميلتون فريدمان مرَّة هونغ كونغ بأنها أعظم تجربةٍ في اقتصاد عدم التدخل رأس المالي، إلا أنَّ حكومة المدينة سنَّت منذ ذلك الحين نظاماً وقوانين عدة على الأعمال التجارية، منها الحد الأدنى للأجور. لا زال اقتصاد هونغ كونغ اقتصاداً رأس ماليٍّ كبير التطوُّر، إذ يُصنَّف حسب مؤشر الحرية الاقتصادية على أنه أكثر الاقتصادات حريَّة في العالم بأسره كل سنة منذ عام 1995. مدينة هونغ كونغ هي مركز تجاري ومالي مهمٌّ، يضمُّ أحد أعلى كثافات مقار الشركات التجارية في منطقة آسيا والمحيط الهادئ، وهي تشتهر بكونها واحدةً من النمور الآسيوية الأربعة لتطورها ونموها السريع منذ ستينيات وحتى تسعينيات القرن العشرين. نما ناتج هونغ كونغ المحلي الإجمالي منذ عام 1961 إلى 1997 180 ضعفاً، فيما ازداد الناتج المحلي للفرد بـ87 ضعفاً.
صنّفت هونغ كونغ في المرتبة 17 كأكثر الدول ابتكاراً وفق مؤشر الابتكار العالمي عام 2023،
 والمركز 18 وفق مؤشر عام 2024،
 والمركز الثالث في مؤشر المراكز المالية العالمية. يُشار إلى المدينة أحياناً باسم "ميناء السيليكون"، وهو اسم مشتق من وادي السيليكون في كاليفورنيا. تستضيف هونغ كونغ العديد من شركات التقنية المتقدمة والابتكار، بما في ذلك العديد من الشركات متعددة الجنسيات.
تعد بورصة هونغ كونغ سوق الأوراق المالية السابعة في العالم حسب حجم المبادلات التجارية، إذ بلغ رأس مال سوقها 2.3 ترليون دولار أمريكي في عام 2009. مثَّلت هونغ كونغ في العام ذاته نسبة 22% من رأس مال إطلاق سوق الأوراق المالية (IPO) العالمي، لتكون الأولى بهذا الترتيب عالمياً، وأسهل مكانٍ في العالم لتأسيس رأس مال. يرتبط دولار هونغ كونغ بالدولار الأمريكي منذ عام 1983.

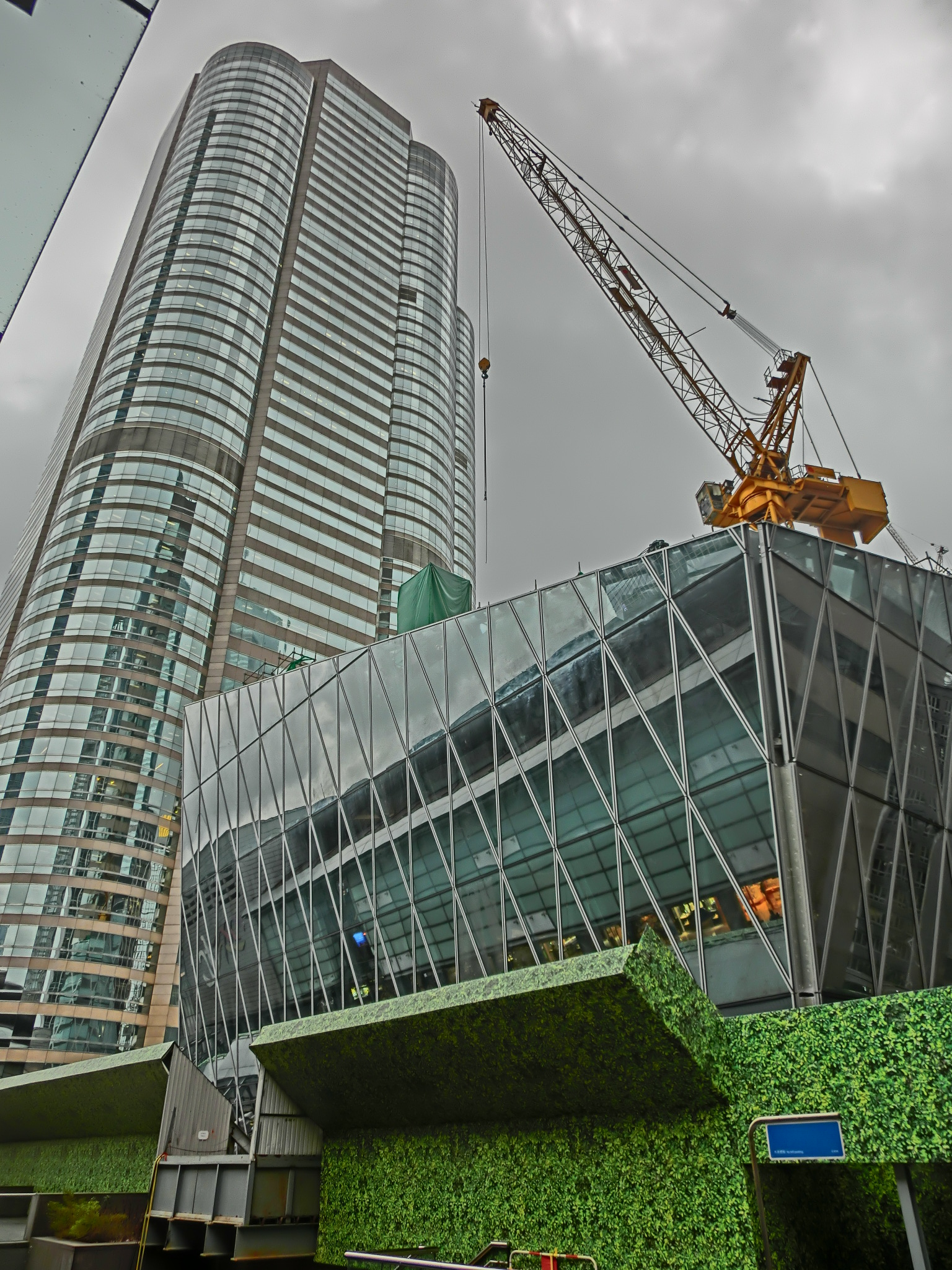
ميدان البورصة المالية المركزيُّ في هونغ كونغ.

بدأت هونغ كونغ بالتحول إلى مركز مالي في التسعينيات، إلا أنَّها تأثرت بدرجة كبيرة بتداعيات الأزمة المالية الآسيوية التي ضربت المنطقة عام 1998، ثم مرة أخرى في عام 2003 نتيجة انتشار الالتهاب الرئوي الحاد (سارس). في هذه الفترة، حصلت نهضة جديدة بالطلب العالمي والمحلي في هونغ كونغ أدت إلى انتعاشة اقتصادية قوية، وعزز انخفاض الأسعار من منافسة صادرات هونغ كونغ في السوق العالمية لتنتهي فترة ضعفٍ طويلة. بدأت الحكومة الاستعمارية البريطانية في نهاية التسعينيات بالتدخل في اقتصاد هونغ كونغ، واستمرَّ هذا الأمر منذ عام 1997 وتزايد باستمرارٍ مع تقديم ضمانات رصيد الصادرات الائتماني والحد الأدنى للأجور والقوانين المعادية للتعصُّب.
توجد في هونغ كونغ القليل من المناطق الصالحة للزراعة أو الموارد الطبيعية، ولذا فإنها تستورد معظم الطعام والمواد الخامّ من البلدان المجاورة لها. يبلغ مقدار الواردات في هونغ كونغ أكثر من 90% من الأطعمة، بما في ذلك تقريباً كافَّة الأرز واللحوم. النشاط الزراعي في المدينة محدودٌ جداً، إذ يساهم بنسبة 0.1% فحسب بالناتج المحلي الإجمالي، وهو يتمحور حول زراعات نباتات وأزهار محدودة. من جهة أخرى تُصنَّف هونغ كونغ على أنها الدولة الحادية عشرة عالمياً في التجارة، إذ يتجاوز قدر صادرتها ووارداتها الكلي إنتاجها المحلي، كما أنها مركز إعادة التصدير الأول على مستوى العالم، حيث تمثّل العديد من صادراتها بضائع يُعَاد تصديرها عبر المدينة، وهي منتجات تُصنَّع خارجها - خصوصاً في بر الصين الرئيسي - ثم تشحن عبرها وتوزَّع إلى بلدانٍ أخرى. سمح لهونغ كونغ موقعها الجغرافي بأن تبنيَ نظام مواصلات وبنية تحتية تضمُّ أكثر موانئ الشحن وأكثر المطارات في العالم اكتظاظاً.
تمكَّنت هونغ كونغ - حتى قبل نقل ملكيتها إلى الصين عام 1997 - من تأسيس علاقات استثمارات وتجارة نشطة مع جمهورية الصين الشعبية، مما يجعلها الآن بوابة للاستثمارات التي تدخل إلى بر الصين الرئيسي. كان هناك في عام 2007 ما يصل إلى 3.46 مليون موظَّف بدوامٍ كامل في هونغ كونغ، ممَّا يجعل معدل البطالة فيها 4.1% في السنة الرابعة على التوالي من الانخفاض المستمرّ. يسيطر قطاع الخدمات على اقتصاد المدينة، حيث يمثّل نسبة 90% من الناتج المحلي الإجمالي، وأما الصناعة فتمثّل 9%. بلغ معدل التضخم في عام 2007 قدر 2.5%. أهم الأسواق التي تصدر إليها هونغ كونغ هي بر الصين الرئيسي واليابان والولايات المتحدة الأمريكية.
كانت هونغ كونغ في عام 2010 ثامن أغلى مدينةٍ في العالم، لتتراجع من المرتبة الخامسة التي شغلتها العام السابق. كما أنها تُصنَّف الرابعة عالمياً في ترتيب نسبة العائلات المليونيرية من السكان، لتأتي بعد سويسرا وقطر وسنغافورة، حيث تمتلك 8.5% من كافَّة الأسر الهونغ كونغية ما لا يقلّ عن مليون دولارٍ أمريكي. كما تحتلُّ المرتبة الثانية في مؤشر سهولة افتتاح الأعمال التجارية، بعد سنغافورة مباشرةً.

## الخدمات

### البنية التحتية

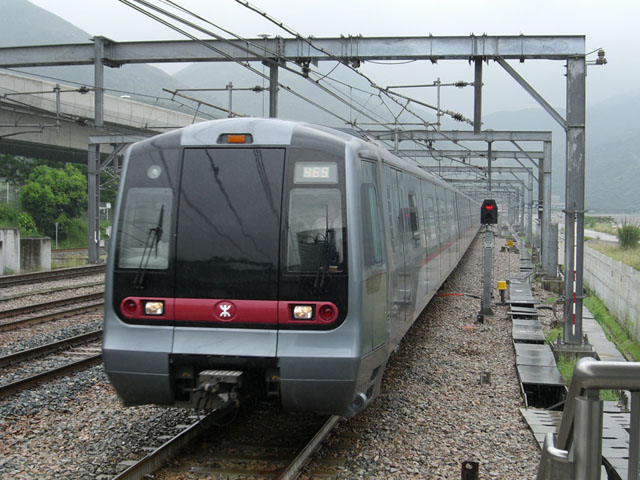
قطار خطّ تونغ تشونغ.

لدى هونغ كونغ شبكة مواصلات عالية التطوُّر، إذ تتمُّ أكثر من 90% من التنقلات اليوميَّة فيها (وتبلغ 11 مليوناً) على وسائل النقل العام، وهي أعلى نسبةٍ من نوعها في العالم. يمكن الدفع على وسائل النقل باستخدام بطاقة الأخطبوط الذكية التي توفّرها شبكة قطارات النقل الجماعي، ومن الرائج قبولها على القطارات والحافلات وحتى العبَّارات بنفس قيمة الدفع المباشر.
اتَّحدت شركة النقل الرئيسية في مدينة هونغ كونغ (شركة سكة حديد كولون - كانتون: KCRC) مع شركة قطار النقل الجماعي المحدودة عام 2007، لتشكّلا معاً شبكة سكك حديد واسعة تغطّي المنطقة بأكملها، لدى هذه الشبكة 152 محطة تنقل نحو 2.3 ملايين شخص في اليوم. كما توجد شبكة ترام تخدم الجزء الشمالي من جزيرة هونغ كونغ منذ عام 1904.
تمتلك وتشغِّل شبكة حافلات هونغ كونغ شركات خاصَّة، تتوزَّع خدمات الحافلات في المنطقة على خمس شركاتٍ خاصَّة، تعمل بالإجمال على أكثر من 700 طريق. أكبرها هي كولون موتور بَس التي تعمل على 402 طريق في كولون والأقاليم الجديدة، وسيتي بَس التي تعمل على 154 طريقاً في جزيرة هونغ كونغ، وكلاهما تعملان على جانبي الميناء. أدخلت الحافلات ذات الطابقين إلى هونغ كونغ في عام 1949، إلا أنَّه لم يعد يستخدم غيرها تقريباً الآن، وأما حافلات الطابق الواحد فلم تبقى إلا بالطرق منخفضة الحركة. كذلك توجد خدمة حافلات عامَّة خفيفة، تخدم معظم المناطق التي من الصعب أن تصل إليها الحافلات العادية.
تأسست في عام 1888 خدمة ستار فيري التي تشغّل خطين من العبارات على ميناء فكتوريا في قلب هونغ كونغ يقلّان 53,000 راكبٍ كل يوم. ثمَّة عددٌ من خدمات النقل المائي الأخرى التي توفّرها بعض الشركات للجزر المجاورة والبلدات الجديدة أو حتى ماكاو ومدن بر الصين الرئيسي. تشتهر هونغ كونغ بسفن الجند الصينية التقليدية التي تجول مينائها باستمرار، وأيضاً عبارات كاي تو الصغيرة التي تخدم المدن الساحلية البعيدة. يعد ميناء هونغ كونغ بصورةٍ عامة ميناءً مكتظاً عميق المغطس، يختصُّ بخدمة السفن التجارية.

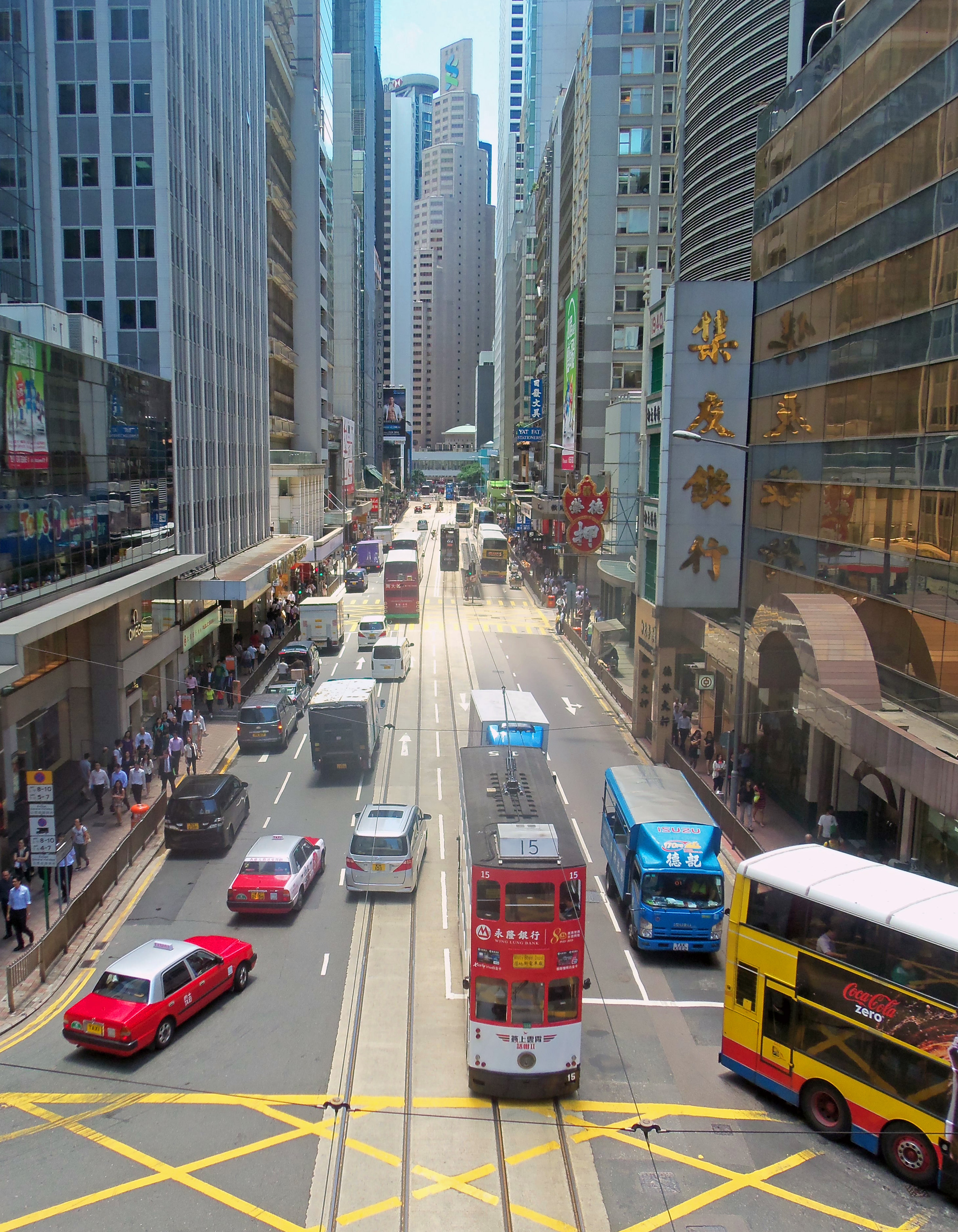
تعد الحافلات من وسائل النقل المهمة في هونغ كونغ.

كانت أول خدمة مواصلاتٍ ظهرت في أرض هونغ كونغ المقفرة الوعرة هي المحفات (قمرةٌ صغيرة تُحمَل بالأيدي لنقل أحدهم). وأما أول وسيلة نقل عامٍّ حديثة في المدينة فقد ظهرت عام 1888، وهي «ترام القمَّة» الذي ينقل الناس من منطقة سنترال إلى قمَّة فكتوريا إحدى أشهر قمم هونغ كونغ لإطلالتها الشاملة على ميناء المدينة. وأما في المقاطعة الوسطى والغربية فيوجد نظام شامل من المصاعد والسيور الكهربائية التي تؤمِّن وسائل المواصلات، وبين هذه توجد أطول شبكة مصاعد مغطَّاة في العالم، وهي مصاعد سنترال-ميد ليفلز التي يبلغ طولها 800 متر.
يعتبر مطار هونغ كونغ الدولي بوابة طيران بارزة ومحوراً أساسياً وهاماً للطيران في آسيا بل وواحداً من أكثر مطارات العالم اكتظاظاً من حيث أعداد الركاب والشحنات التجارية، إذ يخدم كل عامٍ أكثر من 47 مليون شخص و4.12 مليون طن (كما في عام 2007). استَبَدل المطار عام 1998 مطار كاي تاك القديم في كولون، ومنذ ذلك الحين صنَّفته بعض المنظمات كأفضل مطار في العالم. تعمل أكثر من 85 شركة خطوط جوية في صالتي المطار، وهو يعد محوراً أساسياً لشركات كاثي باسيفيك وطيران التنين وخطوط هونغ كونغ الجوية وغيرها.

### التعليم

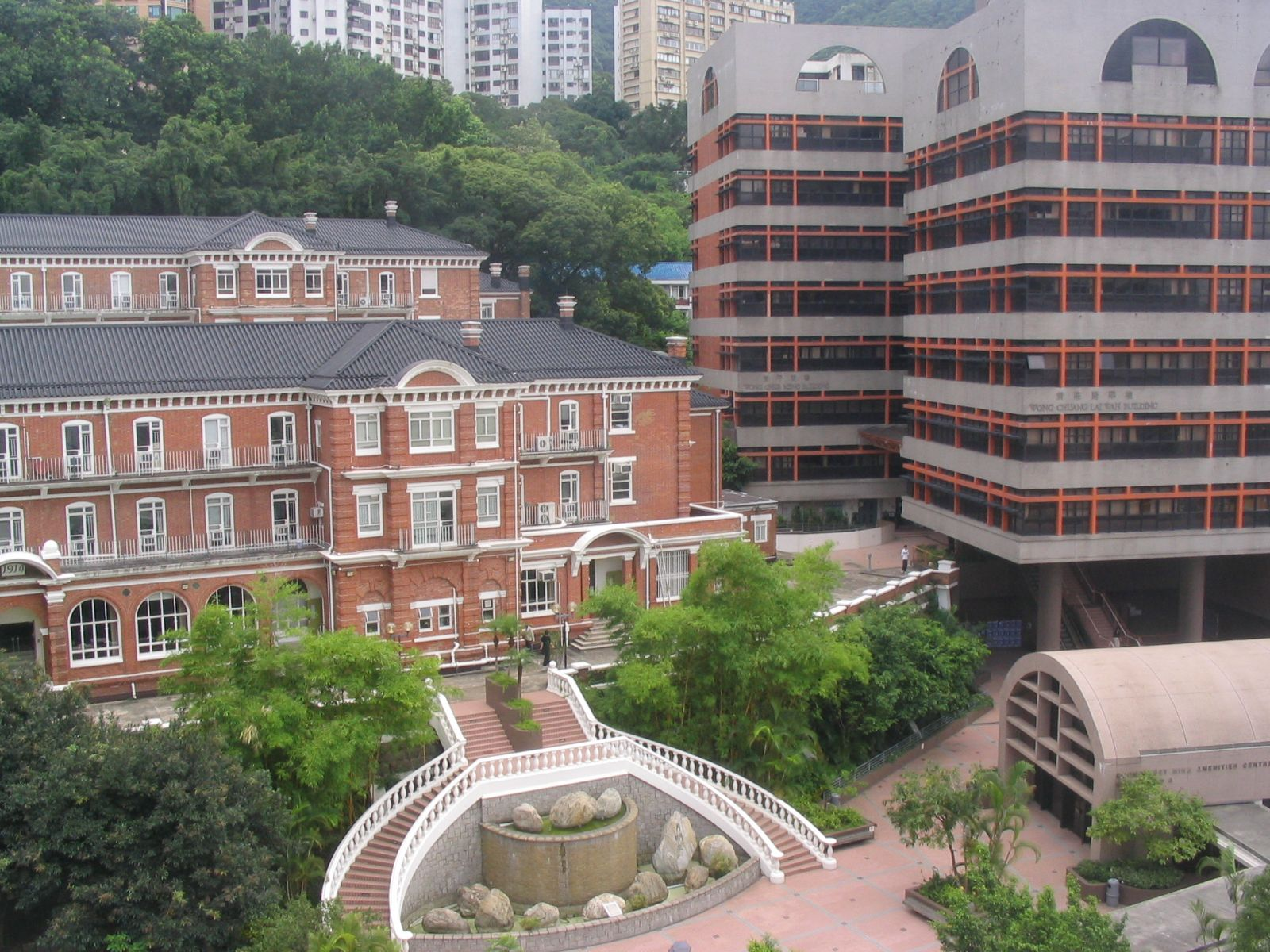
جامعة هونغ كونغ، أقدم جامعةٍ في المدينة.

صُمِّم نظام التعليم في هونغ كونغ بشكل مشابه جداً لنظام التعليم الإنكليزي. تنتهج حكومة هونغ كونغ سياسة «التلقين باللغة الأم» (بالصينية: 母語教學)، إذ أن لغة التعليم المستعملة هي الكانتونية، وأما عند الكتابة فتستعمل الصينية المكتوبة والإنكليزية. تحرص المدارس على أن يتقن طلابها ثلاث لغات بدرجة جيدة (الصينية الكانتونية والصينية الماندرينية والإنكليزية)، وقد أخذ التعليم بالصينية الماندرينية بالتزايد في الفترة الأخيرة بالمدينة. يُصنِّف البرنامج الدولي لتقييم الطلبة نظام هونغ كونغ التعليمي كثاني أفضل نظام تعليمي في العالم. يتضمَّن النظام التعليمي ثلاث سنوات غير إلزامية في الروضة (قبل سن الدراسة العاديّ)، تليها ست سنوات ابتدائية إلزامية، ودراسة ثلاث سنوات متوسّطة وثلاث سنوات ثانوية إلزامية، وأخيراً دراسة سنتين غير إلزاميّتين تمنح بعدها شهادة هونغ كونغ للامتحانات التعليمية. أدخل كذلك نظام تعليم عالٍ جديد ومناهج دراسية جديدة في شهر سبتمبر عام 2009، فقد أصبحت الدولة تفرض على جميع الطلاب أخذ الدراسة المتوسطة والثانوية.
ثمَّة ثمانية جامعات عامَّة في هونغ كونغ وجامعة خاصَّة واحدة، أقدمها هي جامعة هونغ كونغ التي افتتحت بين عامي 1910 و1912. توجد منافسة شديدة بين الطلبة للدراسة في الجامعات، إذ لا يُقبَل كل عامٍ إلا عددٌ محدود من الطلاب، خصوصاً بالنسبة للتخصصات التي لا تدرسها سوى المعاهد العليا، مثل الطب الذي لا يدرّسه سوى معهدان طبيَّان في المدينة بأكملها. يوجد أيضاً عدد من المعاهد الخاصة التي توفّر تعليماً عالياً لمن يفشلون بدخول الجامعات، وإذا ما حصل الطلبة فيها على درجات جيّدة فقد تكون لهم فرصة ثانية للدخول إلى الجامعات.

### الصحة
ثمَّة في هونغ كونغ 13 مستشفًى خاصاً وأكثر من 40 مستشفًى عاماً، ولا توجد الكثير من الصلات بين الجهات الصحية الخاصة والعامة. توفّر المستشفيات الكثير من الخدمات الصحية، إذ تعتبر بعض مستشفياتها الخاصة من المستوى العالمي. لدى سكان هونغ كونغ أحد أطول معدلات العمر عالمياً بحسب تقديرات الأمم المتحدة، وبحسب إحصاء عام 2012 فقد كانت نساء هونغ كونغ المجموعة السكانية الأكثر تعميراً في العالم أجمع. توجد مدرستان طبيتان في المنطقة، تقع إحداهما في جامعة هونغ كونغ والأخرى في الجامعة الصينية بهونغ كونغ، ولدى كليهما صلاتٌ مع مستشفيات القطاع العامّ. تواجه المدينة مشكلة النساء الحاملات اللَّتين يأتين من بر الصين الرئيسي ليلدن في هونغ كونغ (محاولاتٍ إعطاء أولادهن حقَّ الإقامة في المدينة مستقبلاً)، حيث تسبّب هذه الظاهرة ازدحاماً كبيراً في أسرَّة الولادة بالمستشفيات، وقد أدت هذه الظاهرة إلى اندلاع العديد من الاحتجاجات المطالبة باتخاذ إجراءات حكومية لحل القضية.

## السكان

الكثافات السكانية في هونغ كونغ حسب المقاطعة الإدارية (يشير اللون الأخضر إلى الكثافات الدنيا والأحمر الغامق إلى الكثافات القصوى).

بلغ عدد سكان مدينة هونغ كونغ حسب إحصاء عام 2011 نحو 7.07 ملايين نسمة، مع متوسّط نسبة تزايدٍ سنوية تقدَّر بنحو 0.6% على مدى السنوات الخمس السابقة. ليسَ لمواطني بر الصين الرئيسي حقُّ الإقامة في هونغ كونغ، كما لا يُسمَح لهم بدخولها دون تأشيرة مسبقة. لا زال المهاجرون الصينيون - مع ذلك - يؤدُّون دوراً مهماً في تزايد عدد سكان هونغ كونغ، إذ يبلغ عددهم نحو 45,000 نسمة كل عام، ويُسمَح كل يومٍ لنحو 150 صينيٍّ لديهم أقارب في هونغ كونغ بالانتقال إليها بـ«إذنٍ ذي اتجاه واحد». يبلغ متوسّط العمر بين سكان المدينة 79.16 عاماً للذكور و84.79 عاماً للإناث، ممَّا يجعل معدل متوسط طول الحياة في هونغ كونغ واحداً من أعلى المعدلات عالمياً.
ينحدر 93.6% من سكان المدينة من أصول صينية، معظمهم من قوميات التايشانيين والكانتونيين والتشيو تشاو والهاكا. تعود أصول معظم صينيّي المدينة إلى منطقتي غوانغزو وتايشان. تتوزَّع نسبة الـ6.4% الباقية من السكان على أعراقٍ مختلفة غير صينية، فمنهم جنوب آسيويين مثل الهنود والباكستانيين والنيباليين، وكذلك عددٌ من اللاجئين الفيتناميين من أيام الحرب. ثمة كذلك بعض البريطانيين والأمريكيين والكنديين واليابانيين والكوريين، معظمهم يعملون في القطاعات التجارية والمالية بالمدينة. كان هناك في عام 2008 ما يُقدَّر بنحو 252,500 عامل أجنبي في هونغ كونغ من إندونيسيا والفلبين.
لغة هونغ كونغ الرسمية بحكم الأمر الواقع هي صينية يؤ (أو الكانتونية كما تُعرَف أيضاً)، وهي لغة صينية تُحكَى في غوانغدونغ شمال المدينة. تُصنَّف اللغة الإنكليزية أيضاً كلغة رسمية، ويتحدثها 3.1 ملايين نسمةٍ من سكان المدينة في حياتهم اليومية حسب إحصاء عام 1996، و34.9% كلغة ثانية. تنتشر في المنطقة اللوائح والإعلانات بكلا اللغتين الصينية والإنكليزية. وقد ازداد عدد المهاجرين الصينيين منذ استلام الصين المدينة عام 1997، كما أدى تداخل اقتصاد هونغ كونغ مع جمهورية الصين الشعبية إلى تزايد عدد متحدثي اللغة الماندرية.
لا يقرُّ معظم سكان هونغ كونغ بانتمائهم لأي دين، ويقفون على نوعٍ من مذاهب الإلحاد أو اللاأدرية. يُظهِرُ إحصاء قسم الدولة في الولايات المتحدة أن 43% فحسب من سكان هونغ كونغ يعتنقون ديناً ما. رغم ذلك فإن عدداً من الإحصاءات يعطي أرقاماً أعلى من ذلك، فأحد الاستقصاءات التي أعدتها منظمة "Gallup" يفيد بأن نسبة المتدينين الفعليَّة لا تتعدَّى 36%، بل وربما 20% فقط. كانت هناك في فترةٍ ما بعض النقاشات حول ما إذا كان يجب تعليم التطور في المناهج الدراسية بهونغ كونغ على حساب النظريات الأحيائية الأخرى، إلا أنَّ التطوُّر فاز بالمعركة، ولا تُدرَّس إلى جانبه أيُّ نظريات عن الخلق في مناهج الأحياء الثانوية.
من جهةٍ أخرى، توفّر هونغ كونغ درجةً كبيرة من حرية التديُّن لمواطنيها، ويساعد على ضمان ذلك قانون هونغ كونغ الأساسي. الأديان السائدة في هونغ كونغ هي البوذية والكونفوشية والطاوية، إذ يُقدِّر البعض عدد البوذيين والطاويين بأكثر من مليون ونصف مليون نسمة من السكان (أكثر من 20%). يوجد كذلك 833,000 مسيحيٍّ يشكلون 11.7% من السكان، أغلبهم من البروتستانت وبعضهم من الرومان الكاثوليك، كما ثمة القليل من الأقليات كأتباع كنيسة يسوع المسيح لقديسي الأيام الأخيرة وشهود يهوه. يوجد في مدينة هونغ كونغ نحو 250,000 مسلم يمثّلون ما نسبته 3.1% من السكان، معظمهم ينحدرون من عائلات صينية وجنوب آسيوية قديمة هاجرت إلى المنطقة، وتوجد في المدينة حالياً خمسة مساجد ومسجدٌ سادس تحت البناء. كما توجد بعض الأديان الأخرى التي تمارسها أقليات صغيرةٌ، مثل السيخ واليهود والهندوس والبهائية.
تعد فجوة الدخل في هونغ كونغ إحصائياً الأكبر في كافَّة منطقة آسيا والمحيط الهادئ. حسب أحد تقارير الأمم المتحدة لعام 2008 فإن معامل جيني (مقياس لعدالة توزيع الدخل) في هونغ كونغ البالغ 0.53 هو الأعلى في قارة آسيا، وكذلك «عالٍ نسبياً مقارنة بباقي الدول». رغم ذلك، تدعي الحكومة أن تفاوت الدخل لا يزيد من مشكلة الفقر، وأنه لا يمكن تطبيق معامل جيني على جميع دول العالم. وأقدمت الحكومة على عددٍ من الإجراءات - كإعادة الهيكلة الاقتصادية وزيادة الوظائف مرتفعة الدخل - للعمل على تخفيض معامل جيني.

## الثقافة

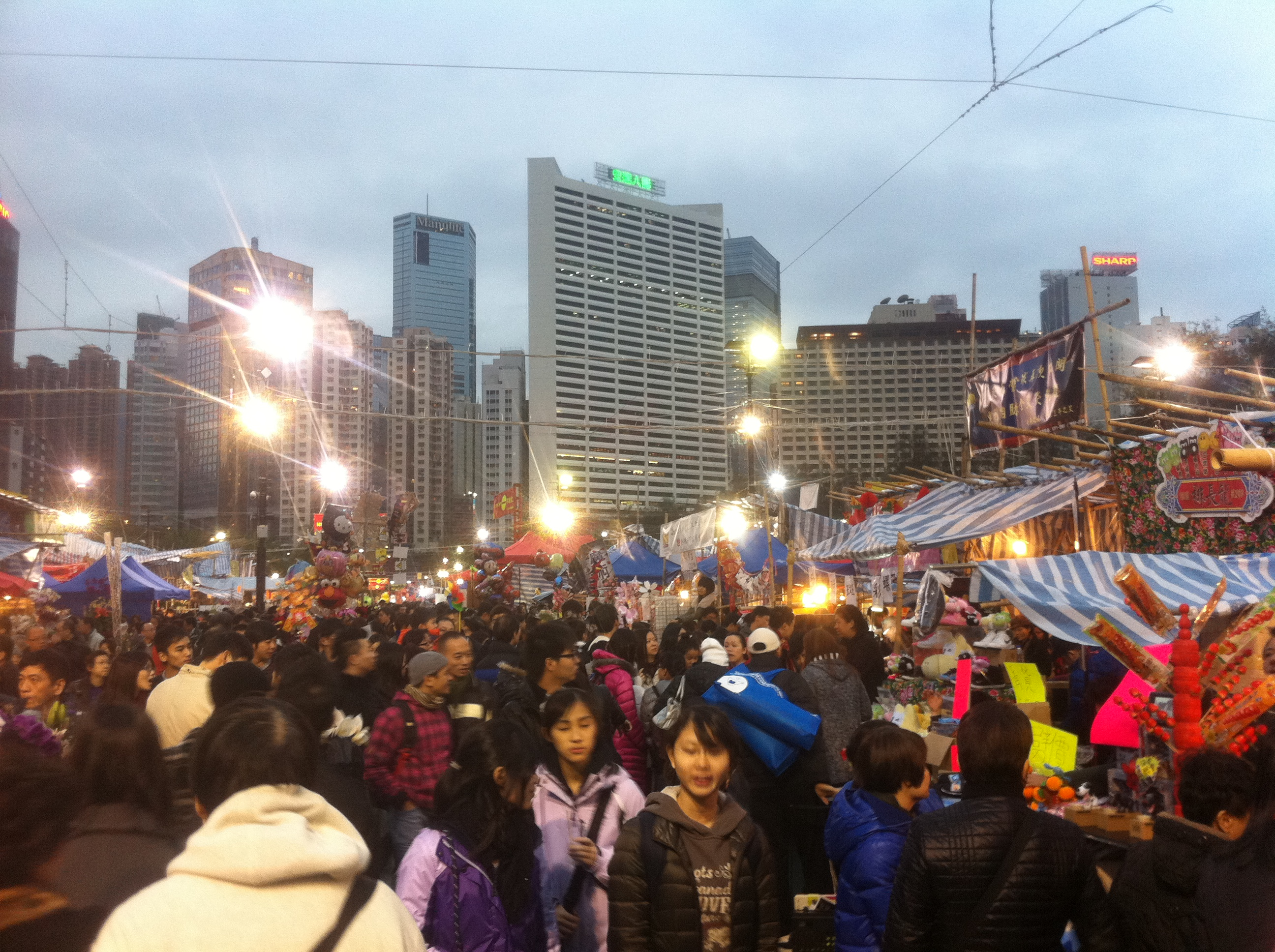
احتفالات رأس السنة الصينية الجديدة لعام 2012 في حديقة فكتوريا.

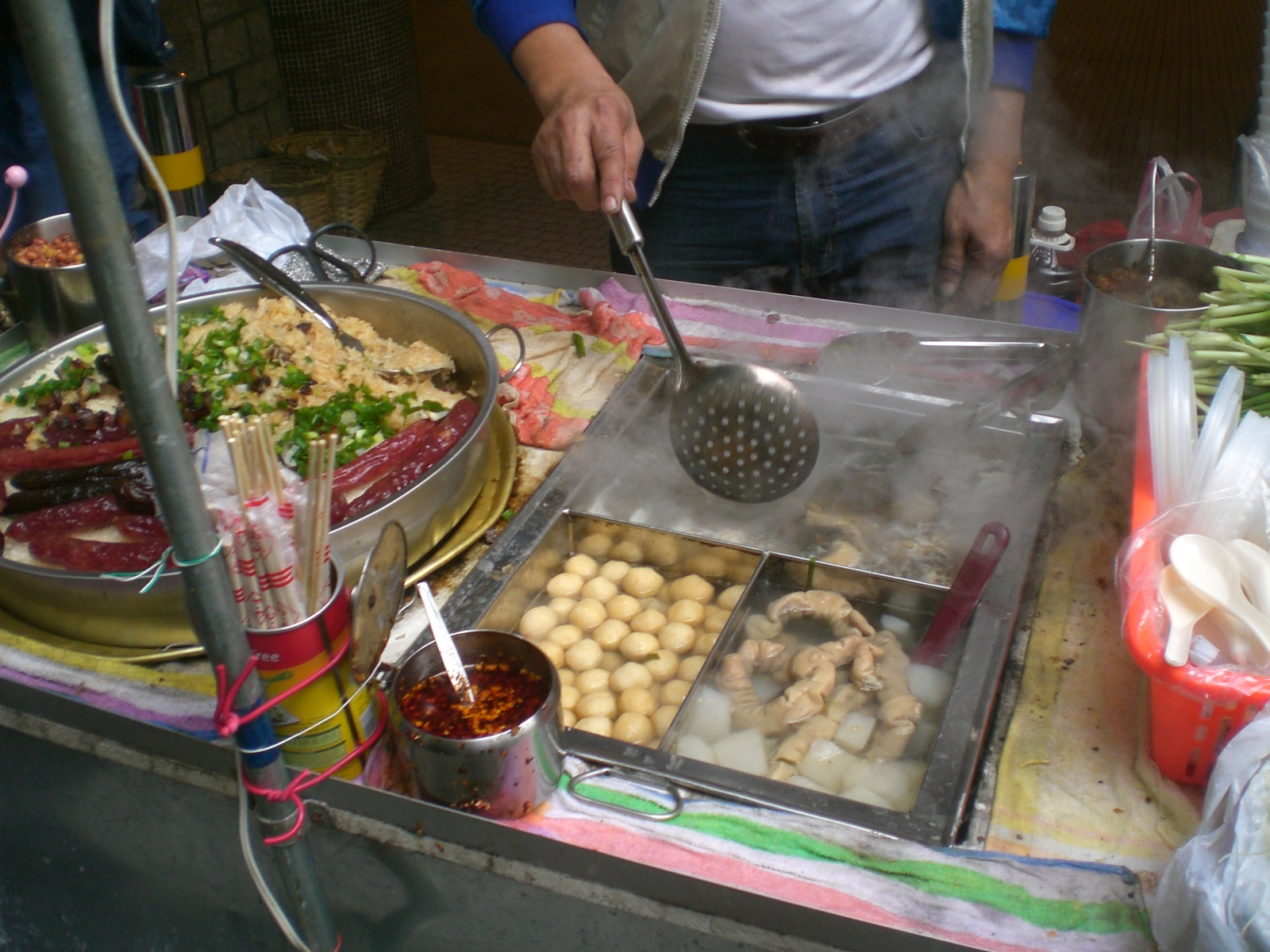
مطعم شعبي في شارع تشنغ كاك.

تشتهر مدينة هونغ كونغ بأنها المكان حيث يلتقي الشرق بالغرب، إذ نتجت ثقافتها عن خليطٍ بين أصلها الصينيّ وآثار استعمارها البريطاني. ينعكس هذا الاندماج بين الثقافتين حتى فيما يتعلَّق بالطعام، إذ توجد مطاعم الوجبات السريعة غربية النمط إلى جانب المطاعم الصينية.
ثمة فلسفات صينية تقليدية - مثل فينج شوي - تؤخذ في ثقافة هونغ كونغ على محمل الجدّ تماماً، فمن الشائع مثلاً أن توظّف شركات البناء الكبرى مستشارين خاصّين يتقنون هذه الفلسفات، ويعتقد الكثيرون أن وجود هؤلاء المستشارين يمكن أن يتوقَّف عليه نجاح أو فشل المشروع. كما لا يزال الكثير من الأهالي يلجؤون إلى التعاويذ القديمة - مثل مرآة باكوا - لطرد الأرواح الشريرة، كما أنه من الرائج عدم ترقيم طوابق الأبنية بالرقم 4 لأن اسمه باللغة الكانتونية يُشَابه كلمة «موت».
تعد هونغ كونغ مركزاً تجارياً عالمياً، كما أنها تصنَّف كـ«محور ترفيهي». كانت نوعية أفلام الفنون القتالية رائجةً على نحو كبير في المدينة خلال أواخر الستينيات ومطلع السبعينيات، وكان العديد من ممثلّي هوليوود في مجال الفنون القتالية خلال تلك الفترة قد بدؤوا مسيرتهم المهنية في سينما هونغ كونغ، فمنهم على سبيل المثال بروس لي وجاكي شان وتشاو ين فات وميشيل يوه وجت لي. كما حصل بعض صانعي الأفلام الهونغ كونغيين على سمعةٍ كبيرة في هوليوود، ومنهم وونغ كار واي وجون وو وستيفن تشاو. كما تعتبر هونغ كونغ مركزاً لموسيقى الكانتوبّ التي نشأت عن مزيجٍ بين الموسيقى الصينية التقليدية والموسيقى الغربية الحديثة.
توجد شركتان إذاعيَّتان مرخَّصتان في هونغ كونغ، هما ATV وTVB. كما توجد ثلاث شركات محلية توفّر خدمات البث التلفازي المدفوع، إضافةٍ إلى عدد من الشركات الأجنبية. لدى هونغ كونغ العديد من الإنتاجات التلفزيونية، مثل المسلسلات التلفزيونية والبرامج الكوميدية وغيرها، وهي تنتشر في مختلف أنحاء العالم الصيني حتى خارج المدينة. تُطبَق وتنشر المجلات والصحف في هونغ كونغ باللغتين الصينية والإنكليزية، وهي تركّز في موضوعاتها على المواضيع المثيرة للعامَّة والقضايا الحاضرة التي تستقطب انتباه الناس. يعتبر إعلام هونغ كونغ مستقلاً نسبياً عن تدخل الدولة مقارنةً بالحال في بر الصين الرئيسي، لكن وبالرُّغم من ذلك فإنه لا يخلو من بعض الرقابة الذاتية التي يسنُّها مالكو الشركات الإعلامية، والذين قد تكون لهم روابط دبلوماسية قوية أو مصالح استثمارية في جمهورية الصين الشعبية تدفعهم إلى مجاملتها بهذه الطريقة، كما أن الإعلام الغربي بحدّ ذاته لا يخلو من مثل هذه التأثرات.

### الرياضة
تعد الرياضة جزءاً بارزاً من ثقافة هونغ كونغ. دخلت الرياضات الغربية المدينة بتأثير الاستعمار البريطاني منذ القرن التاسع عشر الميلادي، وكانت من الرياضات الشائعة فيها آنذاك كرة القدم وكرة السلة وتنس الريشة وتنس الطاولة وغيرها.
توفر هونغ كونغ العديد من فرص الرياضات التنافسية والبارزة بالرغم من صغر مساحتها. فهي ترسل ممثّلين لها في البطولات العالمية مثل الألعاب الأولمبية ودورة الألعاب الآسيوية، بل وقد استضافت سابقاً أحداثاً كبيرة مثل الألعاب الأولمبية الصيفية لعام 2008 وكأس آسيا وبطولة شرق آسيا لكرة القدم. وثمة العديد من المسارح والأماكن المجهَّزة التي تسمح باستضافة الأحداث الرياضية. من جهةٍ أخرى، تجتذب بيئة هونغ كونغ المميَّزة - بما فيها الأراضي المنحدرة والإطلالات العديدة وشواطئها الرملية - العديد من هواة الرياضات الأخرى، كالمشي في البرية والسباحة وغيرها.

### العمارة

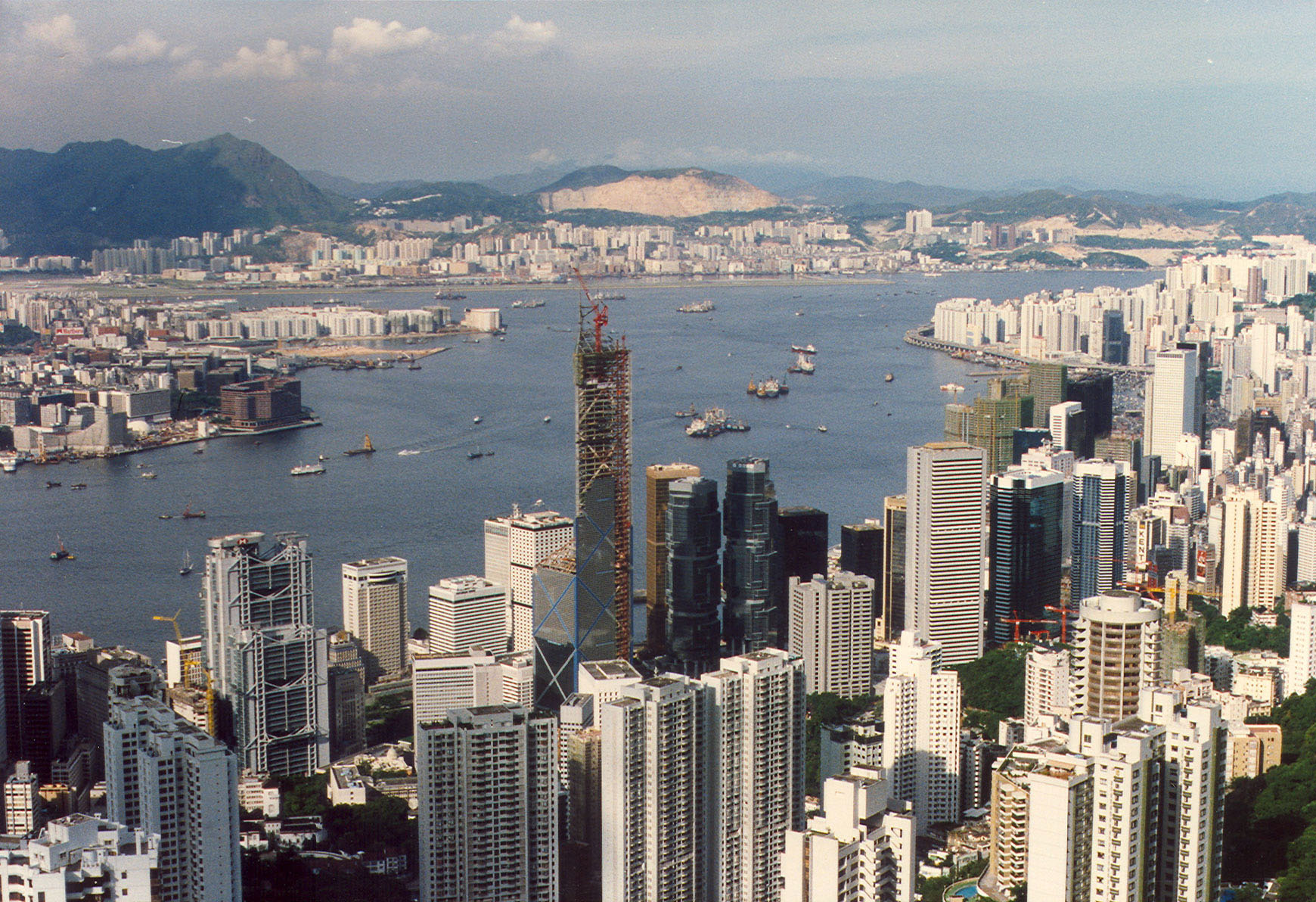
الميناء وسنترال من قمة فكتوريا.

تضمُّ مدينة هونغ كونغ بالإجمال 1,223 ناطحة سحاب، ممَّا يضعها على رأس مدن العالم حسب عدد ناطحات السحاب، إذ يتجاوز عدد الأبنية التي يفوق طولها الـ150 متراً في هونغ كونغ عددها في أيّ مدينة أخرى بالعالم. جاءت الكثافة الكبيرة لناطحات السحاب في المدينة من واقع صغر مساحتها وقلَّة الأراضي المناسبة للتمدد العمراني، حيث لا يتعدى متوسّط المسافة بين شاطئ البحر وجبال جزيرة هونغ كونغ الوعرة 1.3 كلم، وذلك علاوةً على حقيقة أن معظم هذه المساحة الضيّقة هي أراضٍ بحرية مستصلحة. لذلك فإن في هونغ كونغ حاجةً ضخمةً للعديد من المنازل ومكاتب الأعمال ضمن مساحة جغرافية صغيرة، حيث يقع 63 من أطول 100 مبنى سكنيٍّ في العالم بأسره في هونغ كونغ. وكذلك فإن عدد الناس الذي يعملون في الطابق الـ14 أو أكثر بالمدينة أعلى منه بأيّ مكان آخر في العالم، ممَّا يجعل هونغ كونغ أكثر مدن العالم ارتفاعاً.
لم تبق سوى القليل من مباني هونغ كونغ القديمة نتيجة ضيق المساحة والضغط العالي على البناء، حيث أن غالبية الأبنية الأقدم عمراً الباقية فيها تعود إلى القرن التاسع عشر ومطلع القرن العشرين، ومن ثمَّ فإن المدينة آخذةٌ بالتحول إلى مركز للعمارة الحديثة. يبلغ ارتفاع مركز التجارة الدولي في هونغ كونغ 484 متراً، ممَّا يجعله أطول بناءٍ في هونغ كونغ وثالث أطول بناء في العالم بأسره (حسب ارتفاع السقف، ويمكن أن يتراجع إلى المرتبة السادسة مع احتساب الهوائي). يأتي من بعده في المرتبة الثانية المركز المالي الدولي بارتفاع 415 متراً، كما توجد أبنية كبرى أخرى مثل سنترال بلازا ذي الشكل الهرمي وغيره. كثيراً ما يُصنَّف المشهد السماويّ في هونغ كونغ على أنه الأجمل في العالم بأكمله، حيث يكتمل بامتزاج ناطحات السحاب مع مياه ميناء فكتوريا وجبال جزيرة هونغ كونغ المحيطة.

## وصلات خارجية
- Hong Kong  على كتاب حقائق العالم
- أطلس ويكيميديا حول Hong Kong
- هونغ كونغ من بي بي سي نيوز
- نشرات التطور الرئيسية لهونغ كونغ من موقع إنترناشونال فيوتشرز.